# Liste der Truppenteile der Artillerietruppe des Heeres der Bundeswehr

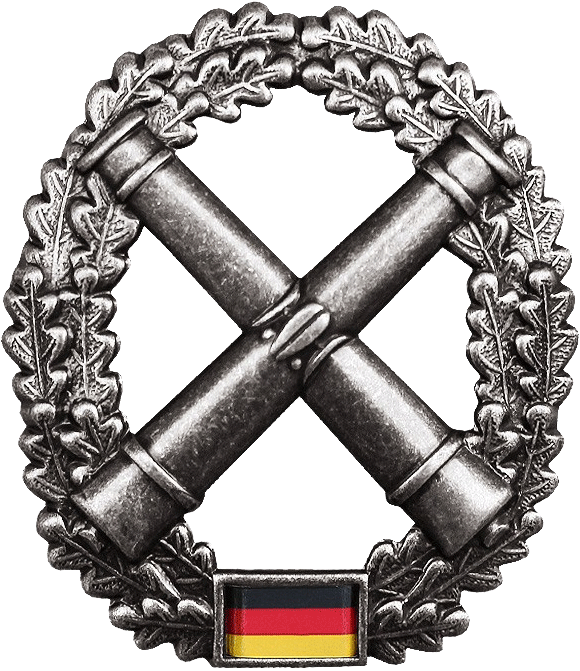
Barettabzeichen der Artillerie des deutschen Heeres

Die Liste der Truppenteile der Artillerietruppe des Heeres der Bundeswehr enthält alle aufgelösten, aktiven und nicht aktiven (Geräteeinheiten, gekaderte Bataillone) Verbände und Großverbände der Artillerietruppe der Bundeswehr sowie eine kurze Übersicht über ihren Aufstellungszeitpunkt, Stationierungsorte, Unterstellung und über ihre Auflösung oder Umbenennung.
Zusätzlich wurden die Verbände aufgenommen deren Kern zu bedeutenden Anteilen aus Artilleristen gebildet wurde.

## Einführung in die Nummerierungskonventionen
Seit der Heeresstruktur II bis etwa 1990 erfolgte die Nummerierung der Artillerieverbände anhand einer stringenten Nummerierungskonvention. In dieser Zeit konnte man der Bezeichnung meist direkt die Unterstellung des Bataillons oder des Regiments entnehmen. Bei Unterstellungswechseln, Umgliederungen etc. wurde die Nummer bis auf Ausnahmefälle in der Regel jeweils konsequent angepasst. In dieser Zeit gilt umgekehrt aber auch, dass Verbände gleicher Nummer nicht immer in derselben Traditionslinie gesehen werden können. Nach 1990 und Eingliederung von Teilen der aufgelösten Nationalen Volksarmee und den erheblichen Umgliederungen in den Jahren nach Ende des Kalten Krieges wurde diese Anpassung oft nicht mehr vorgenommen; die Verbände behielten aus Tradition oft ihre Bezeichnung. Ihre Unterstellung lässt sich damit aus ihrer Nummer meist nicht mehr ableiten. Gewisse Rückschlüsse ergeben sich aber in Bezug auf ihre Herkunft und Traditionslinie. Im Folgenden wird die Systematik geordnet nach Größenordnungen der Verbände vorgestellt. Die nachfolgenden Überlegungen zur Systematik der Bezeichnung bleiben aber auch für die Zeit vor 1990 stets nur als prinzipielles Konzept zu verstehen. Im Falle von Truppenversuchen, in der Aufstellungs- und Auflösungsphase etc. sind immer wieder Abweichungen von der Regel anzutreffen.

## Legende
Die Legende gilt für alle folgenden Listen
| Legende                               |
| ------------------------------------- |
| aufgelöster Verband                   |
| teilaktiver oder nichtaktiver Verband |
| aktiver Verband                       |

## Brigaden
Als einzige Artilleriebrigade der Bundeswehr wurde die Artilleriebrigade 100 aufgestellt. Sie unterstand dem Heerestruppenkommando. Ihre Nummer 100 wurde analog zu allen Nummern der damals aufgestellten Unterstützungsbrigaden des Heerestruppenkommandos gewählt.
Zur ArtBrig 100 gehörten
- StBttr ArtBrig 100
- ArtAufklBtl 71
- ArtAufklBtl 121
- ArtAufklBtl 131
- RakArtLehrBtl 52
- RakArtBtl 55
- RakArtBtl 132

|  | Bezeichnung | Aufstellung (aus)        | Standort             | Verbleib                             |
|  | ----------- | ------------------------ | -------------------- | ------------------------------------ |
|  | ArtBrig 100 | 1. Juli 2002 (ArtRgt 13) | Mühlhausen/Thüringen | Juli 2007 umgegliedert zu ArtRgt 100 |

## Kommandos
Die Artilleriekommandos waren Kommandos in Brigadestärke auf Korpsebene. Jedem der drei rein deutschen Korps (I., II., III. Korps) sowie dem deutsch-dänischen Korps LANDJUT unterstand jeweils ein von einem Artilleriekommandeur geführtes Artilleriekommando als Korpstruppe. Häufig werden diese Truppen als Korpsartillerie bezeichnet. Ihre Bezeichnung glich dabei zuletzt der Nummer des übergeordneten Korps (Artilleriekommando 1 für das I. Korps, Artilleriekommando 2 für das II. Korps usw.). Davor (teilweise bis in die 1970er Jahre) begann die Bezeichnung mit „40“ und endete mit der Ziffer des Korps. Die LANDJUT unterstellten Verbände wurden oft mit 600-er Nummern bezeichnet, so dass hier das Artilleriekommando 600 aufgestellt wurde. Zu beachten ist jedoch, dass im Gegensatz zu den Artilleriekommandos der rein deutschen Korps das Artilleriekommando 600 nicht voll präsent war, sondern ad hoc im Verteidigungsfall zu bilden war. Die dafür benötigten Verbände waren im Frieden u. a. Teil des Artillerieregiments der 6. Panzergrenadierdivision.

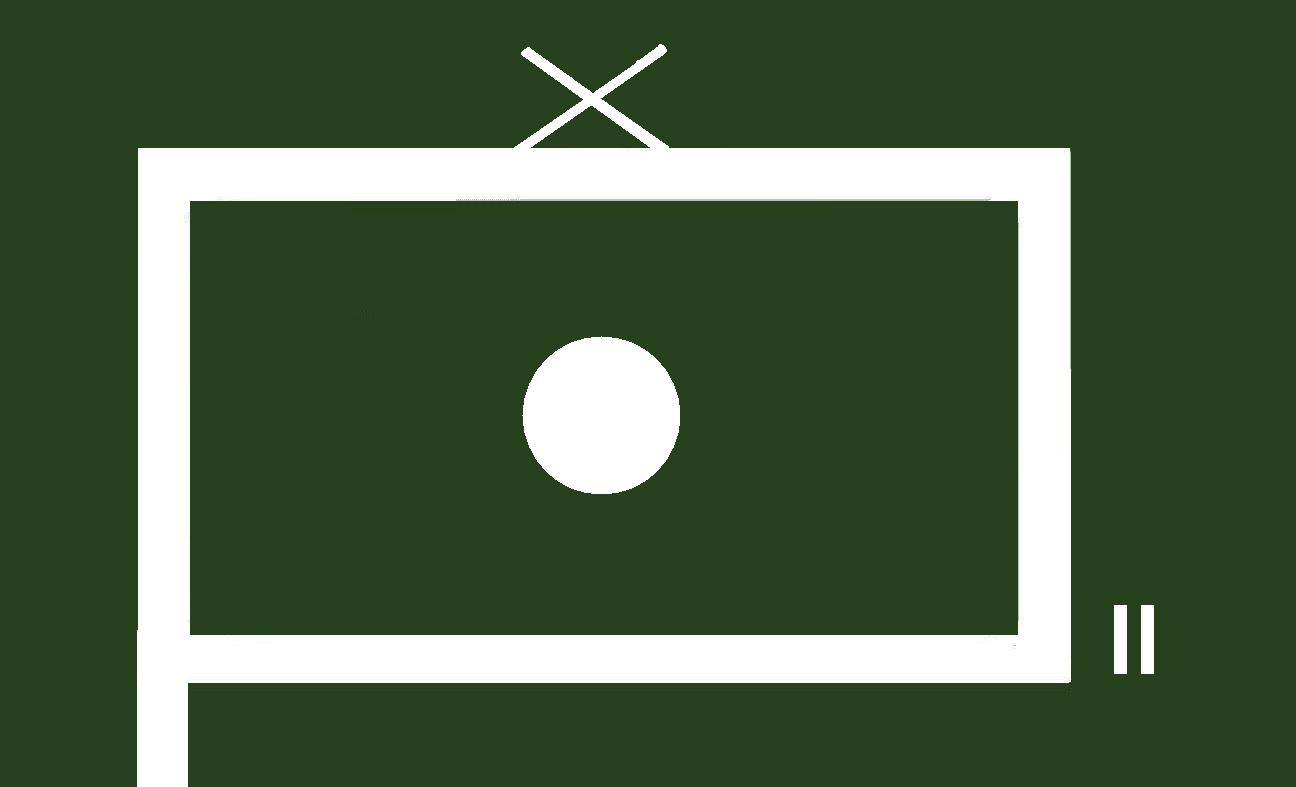
Taktisches Zeichen Artilleriekommando 2

Die Korpsartillerie war auch für den Einsatz taktischer nuklearer Gefechtsfeldwaffen vorgesehen. Zur Erfüllung des atomaren Auftrags arbeitete jedes Kommando mit einer US-Army Artillery Group zusammen.
Im Regelfall unterstanden den Artilleriekommandos gegen Ende des Kalten Krieges dazu folgende Truppenteile:
- Stab/Stabsbatterie
- ein Topographiezug
- ein Geophysikalischer Messzug
- ein Raketenartilleriebataillon (Lance)
- ein Nachschubbataillon Sonderwaffen (zum Transport und zur Bewachung der nuklearen US-Munition)
- ein Sicherungsbataillon
- eine Drohnenbatterie

|  | Bezeichnung | Aufstellung (aus) | Standort  | Verbleib                   | Bemerkung |
|  | ----------- | ----------------- | --------- | -------------------------- | --- |
|  | ArtKdo 1    | 1959 (ArtKdo 401) | Münster   | 1994 aufgelöst             | unterstand I. Korps |
|  | ArtKdo 2    | 1971 (ArtKdo 402) | Ulm       | 1994 aufgelöst             | unterstand II. Korps |
|  | ArtKdo 3    | 1972 (ArtKdo 403) | Koblenz   | 1994 aufgelöst             | unterstand III. Korps |
|  | ArtKdo 401  | 01.06.1957        | Wesel     | 1959 umbenannt in ArtKdo 1 | unterstand I. Korps |
|  | ArtKdo 402  | 01.07.1957        | Ulm       | 1971 umbenannt in ArtKdo 2 | unterstand II. Korps |
|  | ArtKdo 403  | 01.06.1957        | Koblenz   | 1972 umbenannt in ArtKdo 3 | unterstand III. Korps Aufstellungsort: Munster |
|  | ArtKdo 600  |                   | Flensburg | aufgelöst                  | Im Verteidigungsfall unterstanden alle Truppenteile des ArtKdo 600 LANDJUT, dem Hauptquartier der Alliierten Landstreitkräfte Schleswig-Holstein und Jütland. Im Frieden unterstanden alle nicht aktiven Truppenteile dem TerrKdo SH, aktive der 6. PzGrenDiv. |

## Regimenter
Seit der Heeresstruktur II bis etwa 1990 folgte die Bezeichnung der Regimenter einer klaren Ordnung. Jede der ursprünglich zwölf Divisionen führte jeweils ein Artillerieregiment, die sogenannte Divisionsartillerie. Kommandiert wurden diese Regimenter jeweils von einem Divisions-Artillerieführer im Dienstgrad Oberst. Die Bezeichnung dieser Regimenter ergab sich direkt aus der Divisionsnummer, d. h. das Regiment der 1. Panzerdivision wurde als Artillerieregiment 1, das der 2. Panzergrenadierdivision als Artillerieregiment 2 usw. bezeichnet. In dieser Zählweise führte die 1. Gebirgsdivision als 8. Division des Heeres das Gebirgsartillerieregiment 8, wobei das Präfix Gebirgs- typisch für fast alle dieser Division unterstellten Verbände war. Der 1. Luftlandedivision unterstand als 9. Division analog das (aber erst später aufgestellte) Luftlandeartillerieregiment 9. Zu beachten ist aber, dass das Luftlandeartillerieregiment 9 eine Geräteeinheit war, bestehend lediglich aus dem Stab, ab 1992 auch mit einer fest assignierten Batterie. Im Bedarfsfall wurden von diesem Stab Artillerieverbände anderer Divisionen geführt. Auch die ostdeutschen Panzergrenadierdivisionen (13. und 14.) erhielten jeweils ein Artillerieregiment, die jedoch zunächst nicht wie üblich (d. h. Artillerieregimenter mit den Nummern 13, 14) bezeichnet wurden, sondern die Namen Artillerieregiment 70 und 80 in Anlehnung an ihre Stationierung in den Wehrbereichen VII und VIII erhielten. Alle Divisionsartillerieregimenter sind mittlerweile aufgelöst. Bemerkenswert war die Fähigkeit dieser Regimenter, auch die taktischen Atomwaffen der NATO zum Einsatz zu bringen. Jedem dieser Regimenter unterstanden zuletzt in der Regel folgende Bataillone:
- ein Feldartilleriebataillon X1
- ein Raketenartilleriebataillon X2
- ein Beobachtungsbataillon X3

X steht dabei jeweils für die Nummer der Division. Weiteres dazu, siehe Abschnitt Bataillone.
Als nichtaktive Geräteeinheiten wurden den nationalen Korps nichtaktive Artilleriegimenter zur besonderen Verwendung (zbV) – sogenannte Verstärkungsartillerie – aufgestellt. Truppendienstlich unterstanden sie aktiven Verbänden der Artilleriekommandos. Ihre Nummer begann mit der Nummer des Korps und endete mit 00. (Beispiel: Das Artillerieregiment 200 zbV wurde beim II. Korps aufgestellt.)
Die verbleibenden Artillerieregimenter der Bundeswehr führen nunmehr nur noch aus Traditionsgründen ihre Nummer 100 bzw. 345, denn sie entstanden aus gleichnummerierten Verbänden. Zu beachten ist ferner, das manche, insbesondere die Regimenter 1–12, der hier beschriebenen Artillerieregimenter bis zur Unterstellung der Raketenartilleriebataillone als Feldartillerieregimenter bezeichnet wurden.
|  | Bezeichnung                     | Aufstellung (aus)            | Standort                                                        | Verbleib                                                       | Bemerkung |
|  | ------------------------------- | ---------------------------- | --------------------------------------------------------------- | -------------------------------------------------------------- | --- |
|  | ArtRgt 1                        | 1956 (FArtRgt 1)             | Hannover, Freiherr von Fritsch-Kaserne                          | Außerdienststellung am 30. September 2003                      | aufgestellt in Hamburg |
|  | ArtRgt 2                        | 1958 (FArtRgt 2)             | Kassel, Lüttich-Kaserne                                         |                                                                | aufgestellt in Niederlahnstein, Deines-Bruchmüller-Kaserne                                                                |
|  | ArtRgt 3                        | 1959 (PzArtRgt 3)            | Stade, Von Goeben-Kaserne                                       |                                                                | aufgestellt als PzArtRgt 3 in Bremen-Grohn                                                                                |
|  | ArtRgt 4                        | 1959 (FArtRgt 4)             | Regensburg, Prinz-Leopold-Kaserne                               | 1992                                                           | 1956 zunächst als FArtRgt 4 aufgestellt, späterer Standort Cham                                                           |
|  | ArtRgt 5                        | 1956 (PzArtRgt 5)            | Diez, Schloss Oranienstein                                      | 1981 Fusion mit ArtLehrRgt 5 und Verlegung nach Idar-Oberstein | aufgestellt auf TrÜbPl Grafenwöhr, 1957–1960 in Niederlahnstein, Deines-Bruchmüller-Kaserne                               |
|  | ArtLehrRgt 5                    | 1956                         | Idar-Oberstein                                                  | aufgelöst am 21. März 2003                                     | |
|  | ArtRgt 6                        | 1958 (FArtRgt 6)             | Kellinghusen, Liliencron-Kaserne                                |                                                                | aufgestellt in Flensburg, Briesen-Kaserne                                                                                 |
|  | ArtRgt 7                        | 1960                         | Dülmen, St. Barbara-Kaserne (bis 1966 Ahlen, Westfalen-Kaserne) | 12. Oktober 2002 außer Dienst gestellt                         | danach noch Geräteeinheit in Düsseldorf                                                                                   |
|  | GebArtRgt 8                     | 1957                         | Landsberg, GFM-von-Leeb-Kaserne                                 | 1992                                                           | bis 1963 in Mittenwald, Luttensee-Kaserne                                                                                 |
|  | LLArtRgt 9 (Art Rgt 200 u. 300) | April 1986                   | Philippsburg, Salm-Kaserne                                      | Dez. 1991 außer Dienst                                         | Bis 1. April 1990 nur Stab ohne fest assignierte Truppenteile (GerE). Erst 1. April 1990 Aufstellung aktives LLArtBttr 9. |
|  | ArtRgt 10                       | 1960                         | Pfullendorf                                                     | 25.09.1991 in JgRgt 10 umgewandelt                             | |
|  | ArtRgt 11                       | 1959                         | Oldenburg, Donnerschwee-Kaserne                                 | 1994 aufgelöst                                                 | im Zusammenhang mit Außerdienststellung der 11. Panzergrenadierdivision                                                   |
|  | ArtRgt 12                       | 1963                         | Tauberbischofsheim, Kurmainz-Kaserne                            |                                                                | |
|  | ArtRgt 13                       | Juli 1994 (ArtRgt 70)        | Mühlhausen/Thüringen, Rosenhof-Kaserne                          | 1. August 2002 aufgelöst                                       | |
|  | ArtRgt 14                       | 1994 (ArtRgt 80)             | Eggesin-Karpin, Artillerie-Kaserne                              | 2003 aufgelöst                                                 | |
|  | ArtRgt 70                       | Sept. 1991                   | Mühlhausen/Thüringen, Rosenhof-Kaserne                          | Juli 1994 Umbenennung in ArtRgt 13                             | Bezeichnung wegen ust WBK VII                                                                                             |
|  | ArtRgt 80                       | 1991                         | Eggesin-Karpin, Artilleriekaserne                               | 1994 Umbenennung in ArtRgt 14                                  | Bezeichnung wegen ust WBK VIII                                                                                            |
|  | ArtRgt 100                      | Juli 2007 (ArtBrig 100)      | Mühlhausen/Thüringen                                            | aufgelöst am 30. Juni 2014                                     | unterstellt 1. PzDiv Hinweis: nicht vormals ArtRgt 100, ArtKdo 1                                                          |
|  | ArtRgt 100                      | 1968?                        | Unna, MobStp Massen                                             | 1986 aufgelöst                                                 | Geräteeinheit. Sogenannte Verstärkungsartillerie.                                                                         |
|  | FArtRgt 200                     | 1968                         | Philippsburg, Salm-Kaserne, MobStp                              | Mai 1986 Umgliederung in LLArtRgt 9                            | Geräteeinheit. zbV, sog. Verstärkungsartillerie. Im Frieden bis zu einer Mobilmachung dem FArtBtl 210 unterstehend        |
|  | ArtRgt 300                      | 1968                         | Ulm, Bleidorn-Kaserne                                           | 1986 aufgelöst, Teile an LLArtRgt 9                            | Geräteeinheit, sog. Verstärkungsartillerie.                                                                               |
|  | ArtLehrRgt 345                  | Jan. 2008 (PzArtLehrBtl 345) | Kusel                                                           | zum 1. Januar 2014 umgegliedert zum ArtLehrBtl 345             | unterstellt der Heerestruppenbrigade                                                                                      |

## Bataillone
Seit Gründung der Bundeswehr wurden grundsätzlich mehrere Typen Bataillone der Artillerietruppe aufgestellt und auch entsprechend bezeichnet. Dies sind die Panzerartilleriebataillone, Feldartilleriebataillone, Raketenartilleriebataillone, Artilleriebataillone, die Beobachtungsbataillone und Beobachtungsartilleriebataillone. Ihre Bezeichnung lehnte sich ursprünglich jeweils an ihr Hauptwaffensystem bzw. ihre Hauptaufgabe an:
- Panzerartilleriebataillone: Rohrartillerie auf gepanzerten Selbstfahrlafetten, normalerweise als Panzerhaubitze, in anderen Armeen auch mit Artilleriekanone
- Feldartilleriebataillone: Rohrartillerie gezogen oder auf ungepanzerter, neu auch auf geschützter Selbstfahrlafette, je nach Flugbahn als (Feld-)haubitze oder Feldkanone bezeichnet.
- Raketenartilleriebataillone: Im Gegensatz zur Rohrartillerie werden keine Geschosse aus Rohren abgefeuert, sondern ausschließlich selbstangetriebene Raketen vom Waffenträger gestartet. Das Gesamtsystem wird als Raketenwerfer bezeichnet.
- Beobachtungsbataillone: In diesen Bataillonen wurde die aufklärende Artillerie zusammengefasst, die u. a. mittels technischer Systeme feindliche Artilleriestellungen oder Ziele und eigene Granateneinschläge ortet, Vermessungsaufgaben wahrnimmt und Wetterdaten auswertet. Drohnen ermöglichen heute die optische Aufklärung bis weit hinter die vorderste Verteidigungslinie auch ohne den Einsatz vorgeschobener Beobachter.
- Beobachtungsartilleriebataillone: Neben der aufklärenden Artillerie enthielten diese Bataillone etwa zur Hälfte auch schießende Einheiten, wohingegen „normale“ Feld- oder Panzerartilleriebataillone diese aufklärenden Anteile höchstens in geringem Ausmaße aufwiesen.
- Darüber hinaus wurden Artilleriebataillone ohne Zusatz Feld-, Panzer-, Beobachtungs- usw. aufgestellt. In den meisten Fällen deutet ihr allgemein gehaltener Name darauf hin, dass die Bataillone sowohl Raketen- als auch Panzerartillerieanteile aufwiesen; die Verbände waren also sogenannte gemischte Verbände. Manche dieser Verbände waren aber auch Artillerieverbände mit Sonderbewaffnung oder Sondergliederung, z. B. die Artillerieverbände der Luftlande- und Gebirgstruppen.

Im Folgenden werden diese Typen jeweils in einem eigenen Unterkapitel betrachtet.

### Panzerartilleriebataillone

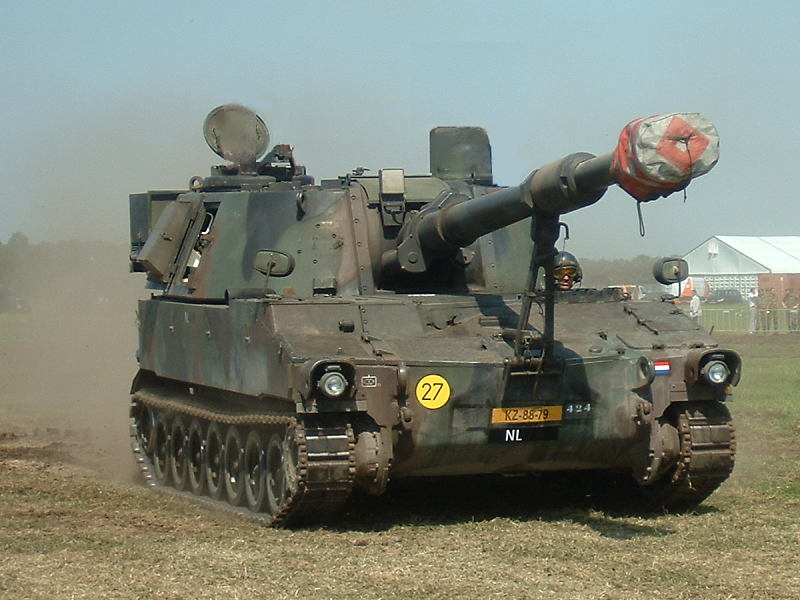
Die Panzerhaubitze M109 (hier der niederländischen Streitkräfte) wurde lange in den Panzerartilleriebataillonen der Bundeswehr eingesetzt

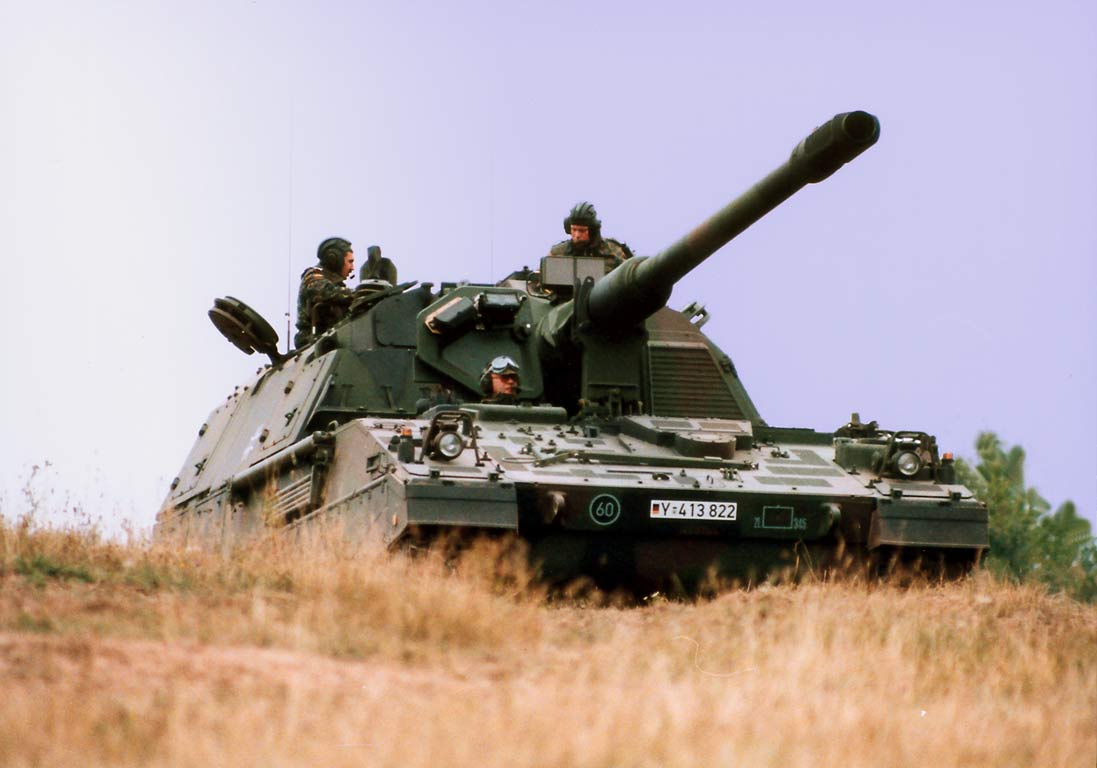
Nachfolger der Panzerhaubitze M109 ist die Panzerhaubitze 2000

Die Nummer der Bataillone der Panzerartillerie lehnte sich ursprünglich an die Bezeichnung der ihnen jeweils übergeordneten Brigade an. Ihre Nummer begann jeweils mit der Nummer der übergeordneten Brigade, an die in der Regel eine 5 angehängt wurde, d. h. die Panzerartilleriebataillone der Brigaden 1–9 hatten eine zweistellige, alle anderen eine dreistellige Nummer. Beispiel: das Panzerartilleriebataillon 215 war das Panzerartilleriebataillon der Panzerbrigade 21. Die Panzerartilleriebataillone mit den Anfangsnummern 1–42 sind demzufolge die Panzerartilleriebataillone der 42 Brigaden des Feldheeres. Die Heimatschutzbrigade 56 (siehe dazu auch Liste der Jägerverbände der Bundeswehr) glich in ihrer Gliederung einer Panzerbrigade und führte folgerichtig ein Panzerartilleriebataillon 565 statt eines Feldartilleriebataillons. Da aber nur Panzer- und Panzergrenadierbrigaden sowie relativ kurz auch die Gebirgsjägerbrigade 23 ein Panzerartilleriebataillon erhielten, wurden Panzerartilleriebataillone mit den Anfangsziffern 25, 26 und 27 nicht aufgestellt, da diese Luftlandebrigaden waren.
Nach Aufstellung der noch regelmäßig bezeichneten Bataillone der ostdeutschen Brigaden änderte sich die Nummerierungssystematik des Heeres drastisch. Bei Unterstellungswechseln oder Umgliederungen wurde die Bezeichnung nicht mehr verändert, sondern aus Tradition beibehalten, so dass heute kein einheitliches Schema mehr erkennbar ist und die Bataillonsnummer meist kein Hinweis mehr auf die Unterstellungsverhältnisse gibt. Abweichend von dieser Einschränkung und den oben aufgezeigten allgemeinen Regeln gab es einige größere Ausnahmen für die Bezeichnung der Panzerartilleriebataillone:
- Das Panzerartilleriebataillon der Panzergrenadierbrigade 17 erhielt 1959 als einziges statt der Endziffer 5 (175) die Endziffer 7 (177). Hintergrund war die Strafbarkeit sexueller Handlungen zwischen Personen männlichen Geschlechts durch § 175 StGB, was dazu führte, dass Homosexuelle umgangssprachlich als „175er“ bezeichnet wurden und man meinte diese Bataillonsnummer somit nicht vergeben zu können.[2][3]
- Das Panzerartillerielehrbataillon 310 war Lehrtruppenteil der Artillerieschule. Seine Aufstellung war dem Umstand geschuldet, dass die Artillerieschule über kein Panzerartilleriebataillon einer Brigade in ihrer Nähe verfügen konnte, so dass Teile des Feldartilleriebataillons 310 mit Panzerhaubitzen ausgerüstet wurde und als Panzerartillerielehrbataillon 310 ausgegliedert wurden. Da sich sein truppendienstliches Unterstellungsverhältnis nicht änderte (weiterhin Korpsartillerie III. Korps, siehe unten) wurde seine Nummer beibehalten.
- Das Panzerartilleriebataillon 515 entstand 1993 aus dem der Heimatschutzbrigade 51 zugeordneten Feldartilleriebataillon 515 und dem Panzerartilleriebataillon 185. Aus Tradition blieb die Bezeichnung erhalten.
- Das Panzerartilleriebataillon 2 ist 1996 aus dem Panzerartilleriebataillon 395, dem Panzerartilleriebataillon 65 und dem in Hessisch Lichtenau stationierten Panzeraufklärungsbataillon 2 (siehe dazu auch Liste der Panzeraufklärungsverbände der Bundeswehr) entstanden. In Tradition und Verbundenheit zum ehemaligen Panzeraufklärungsbataillon 2 erhielt das Panzerartilleriebataillon statt der eigentlich vorgesehenen Bezeichnung Panzerartilleriebataillon 395 die bisher für Panzerartilleriebataillone völlig untypische Bezeichnung Panzerartilleriebataillon 2.
- Lehrtruppenteile der Artillerieschule und/oder der Panzerlehrbrigade, erhielten die Bezeichnung Panzerartillerielehrbataillon. Sie behielten aber in der Regel ihre gewöhnliche Nummer nach obigem Muster.
- Die Panzerartilleriebataillone der 1. Gebirgsdivision erhielten teilweise bzw. zeitweise das Präfix Gebirgs-.
- Die Panzerartilleriebataillone 165 und 185 haben einen Gedenkstein im Ehrenhain der schleswig-holsteinischen Artillerie in Kellinghusen.

Gedenksteine für Panzerartilleriebataillone

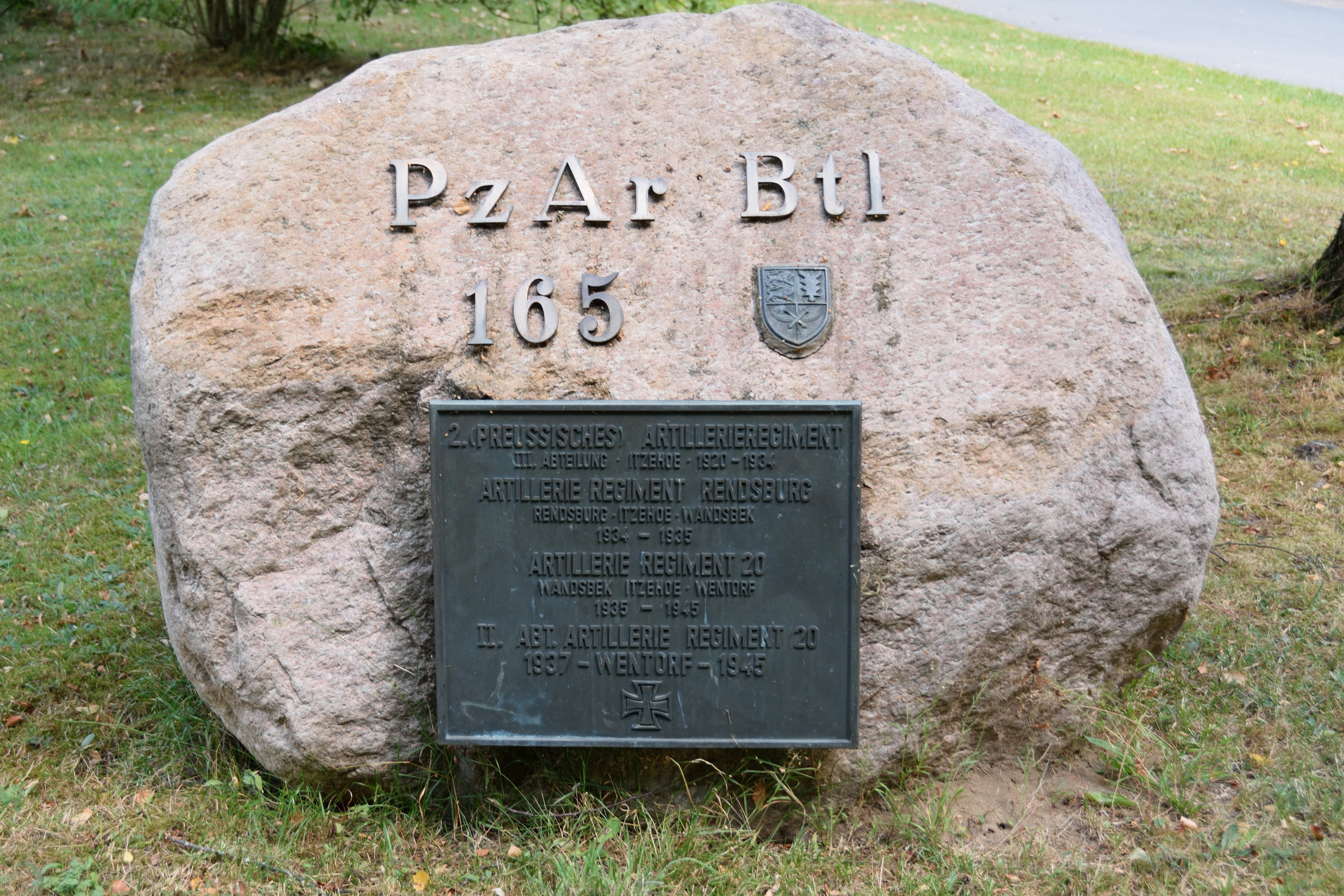
165, Kellinghusen
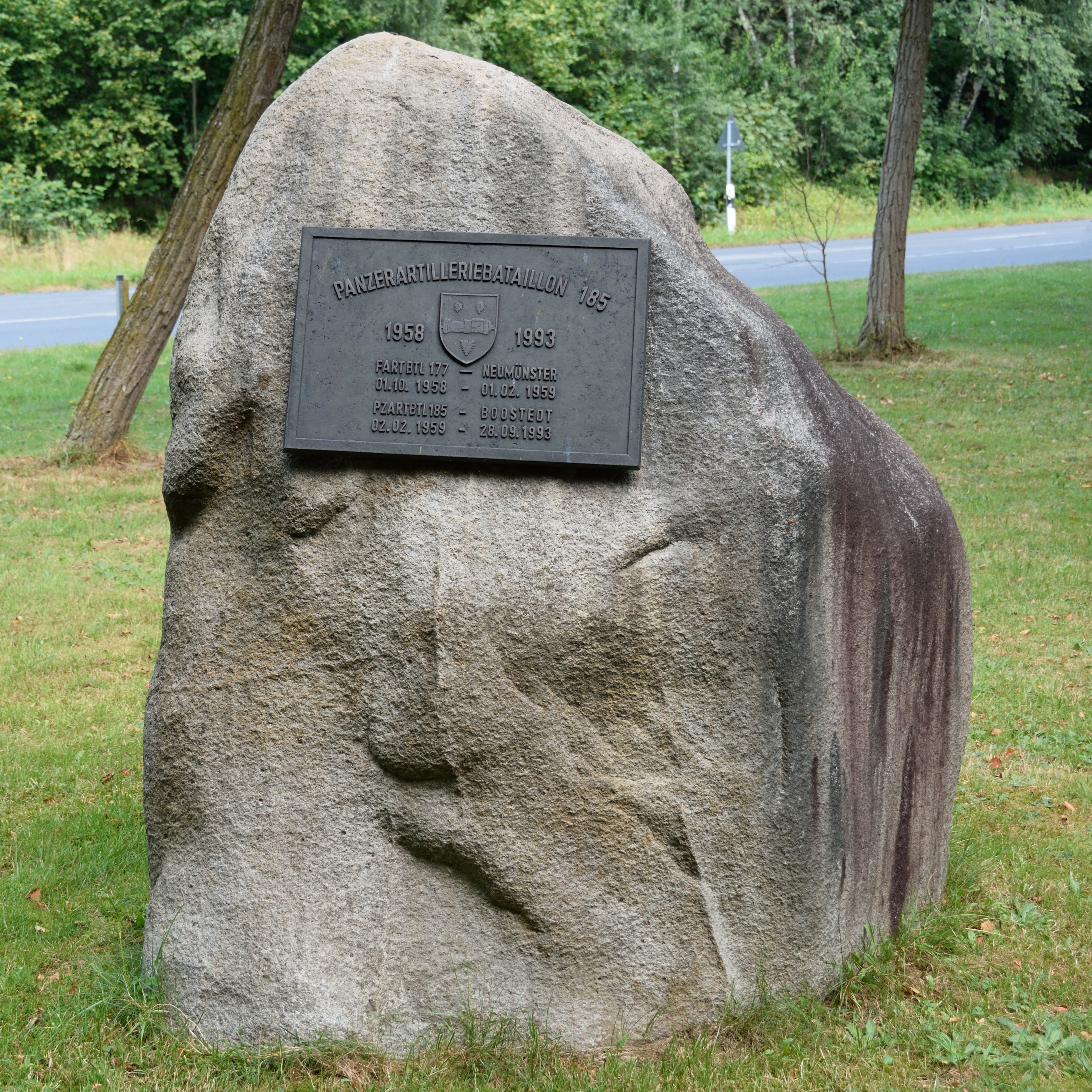
185, Kellinghusen
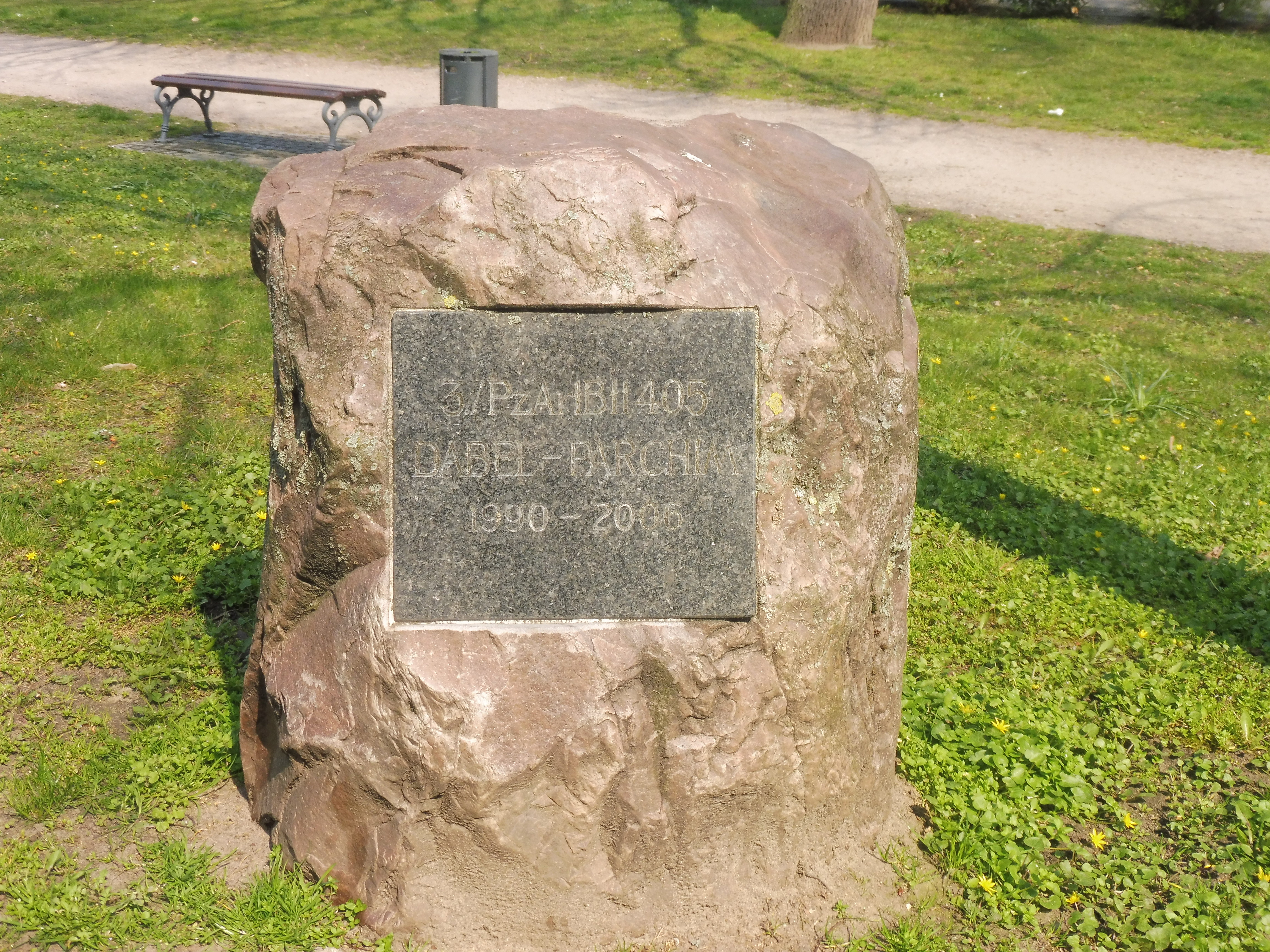
405, Parchim

#### Tabelle aller aufgestellten Panzerartilleriebataillone
|  | Bezeichnung                                            | Aufstellung (aus)                             | Standort                                                          | Verbleib | Bemerkungen |
|  | ------------------------------------------------------ | --------------------------------------------- | ----------------------------------------------------------------- | --- | --- |
|  | PzArtBtl 2                                             | 1996                                          | Hessisch Lichtenau                                                | 2006 aufgelöst | hervorgegangen aus PzArtBtl 395 |
|  | PzArtBtl 15                                            | 1959 (als FArtBtl 15)                         | Stadtoldendorf, Yorck-Kaserne                                     | 2004 inaktiv gestellt; 2008 aufgelöst                                                                                  | Panzergrenadierbrigade 1 unterstellt; bis 1962 in Hildesheim; bis 1966 unter der Bezeichnung FArtBtl 15 |
|  | PzArtBtl 25                                            | 1. Oktober 1966                               | Braunschweig                                                      | 30. September 1992 aufgelöst                                                                                           | 31. Januar 1998 Neuaufstellung als nichtaktives Bataillon in der Yorck-Kaserne in Stadtoldendorf, 2003 Verlegung in die Wettiner Kaserne in Frankenberg/Sachsen, 2008 aufgelöst; Mob-Standort 1998 bis 2007 in Nienburg/Weser                                                                   |
|  | PzArtBtl 35 (alt)                                      | 1.7.1962                                      | Dedelstorf, Richthofen-Kaserne                                    | 30.9.1981 umbenannt in PzArtBtl 335                                                                                    | |
|  | PzArtBtl 35 (neu)                                      | 1.10.1981 (PzArtBtl 335)                      | Neustadt am Rübenberge, Wilhelmstein-Kaserne                      | 30.9.1994 aufgelöst | |
|  | PzArtBtl 45 (alt)                                      | 1. Januar 1972                                | Bad Arolsen, Prinz-Eugen-Kaserne                                  | 1. Oktober 1975 Umgliederung in PzArtBtl 345                                                                           | |
|  | PzArtBtl 45 (neu)                                      | 1. Januar 1975                                | Göttingen, Zieten-Kaserne                                         | 1993 aufgelöst | |
|  | BeobPzArtLehrBtl 51                                    |                                               | Idar-Oberstein                                                    | 31. März 2003 aufgelöst                                                                                                | |
|  | PzArtBtl 55                                            | 16. Oktober 1967 (Umbenennung des FArtBtl 55) | Homberg (Efze), Dörnberg-Kaserne                                  | 1. Januar 2003 Umgliederung und Umbenennung in RakArtBtl 55; 31. Dezember 2005 aufgelöst (Appell am 11. November 2005) | Panzergrenadierbrigade 5 unterstellt |
|  | PzArtBtl 65 (neu)                                      | 1. Oktober 1981                               | Bad Arolsen, Prinz-Eugen-Kaserne                                  | 2008 | Panzerbrigade 14 unterstellt, 1996/1997 Umwandlung in nicht nicht-aktives Bataillon und Verlegung nach Hessisch-Lichtenau; 2006 Verlegung nach Mühlhausen/Thüringen |
|  | PzArtBtl 75                                            | 1. Mai 1966 aus FArtBtl 75                    | Hamburg-Fischbek                                                  | Auflösung zum 30. Juni 1994 (Auflösungsappell am 16. Dezember 1992)                                                    | Panzergrenadierbrigade 7 unterstellt |
|  | PzArtBtl 85                                            | 1959                                          | Lüneburg, Scharnhorst-Kaserne                                     | 2002 aufgelöst | |
|  | PzArtLehrBtl 95                                        | 2. Dez. 1958                                  | Munster                                                           | 30. September 2002 aufgelöst                                                                                           | Lehrtruppenteil |
|  | PzArtBtl 105                                           | 1972 (FArtBtl 105)                            | Weiden, Ostmark-Kaserne (heute Major-Radloff-Kaserne)             | 1992 aufgelöst | Panzergrenadierbrigade 10 |
|  | PzArtBtl 115                                           | 1959 (FArtBtl 115)                            | Neunburg vorm Wald, Pfalzgraf-Johann-Kaserne                      | 30. Juni 2007 aufgelöst                                                                                                | Panzergrenadierbrigade 11, in Roding aufgestellt, zuletzt der Panzerbrigade 12 unterstellt |
|  | PzArtBtl 125                                           | 1963                                          | Bayreuth, Markgrafen-Kaserne                                      | 31. März 1993 aufgelöst                                                                                                | Panzerbrigade 12 |
|  | PzArtBtl 135                                           | 1959                                          | Wetzlar, Spilburg-Kaserne                                         | aufgelöst März 1993 | |
|  | PzArtBtl 145                                           | 1959                                          | Stadtallendorf, Herrenwald-Kaserne                                | 31. März 1993 | |
|  | PzArtBtl 155                                           | 1959                                          | Lahnstein                                                         | 1991 | |
|  | PzArtBtl 165                                           | 1962 (FArtBtl 165)                            | Wentorf                                                           | Auflösung am 30. September 1993                                                                                        | |
|  | PzArtBtl 177                                           | 1. Juli 1959                                  | Hamburg-Rahlstedt, Boehn-Kaserne                                  | Am 12. März 1993 aufgelöst                                                                                             | Fortlaufende Nummerierung wurde unterbrochen, um keine Verbindung zu § 175 herzustellen. |
|  | PzArtBtl 185                                           | 1959                                          | Boostedt, Rantzau-Kaserne                                         | 1993 (PzArtBtl 515) | Panzerbrigade 18 |
|  | PzArtBtl 195                                           | März 1959 (FArtBtl 195)                       | Münster-Handorf, Lützow-Kaserne                                   | aufgelöst 1993 | Panzergrenadierbrigade 19 |
|  | PzArtBtl 205                                           | 1. Oktober 1975                               | Dülmen                                                            | ab 2002 nicht-aktiv, 2008 aufgelöst                                                                                    | |
|  | PzArtBtl 215                                           | 1958 (I. Btl ArtRgt 7)                        | Augustdorf                                                        | 2015 aufgelöst | PzBrig 21 |
|  | Gebirgspanzerartilleriebataillon 225 (GebPzArtBtl 225) | April 1962 (GebArtBtl 225)                    | Füssen, Allgäu-Kaserne                                            | 01. Juli 2007 Umgliederung in GebAufklBtl 230                                                                          | Panzergrenadierbrigade 22 "Oberland", später der GebJgBrig 23 unterstellt |
|  | GebPzArtBtl 235                                        | April 1977                                    | Bad Reichenhall                                                   | März 1993 Auflösung des Gebirgsartilleriebataillons 235                                                                | Gebirgsjägerbrigade 23, Jan 1981 Umgliederung in GebArtBtl 235 |
|  | GebPzArtBtl 245                                        | 1. Oktober 1956                               | Landshut, Schoch-Kaserne                                          | 30. September 1994 mit der PzBrig 24 aufgelöst                                                                         | Panzerbrigade 24 "Niederbayern" |
|  | PzArtBtl 285                                           | 1976                                          | Münsingen                                                         | 2004 aufgelöst | |
|  | PzArtBtl 295                                           | 1. Oktober 1966                               | Immendingen                                                       | 18. März 1993 (Fusion mit FArtBtl 555 und Umbenennung in FArtBtl 295)                                                  | Oberfeldwebel-Schreiber-Kaserne (hieß bis 27. Mai 1957 Neue Kaserne); ging aus FArtBtl 295 hervor |
|  | PzArtBtl 295                                           | 1. Juli 2001 (Neuaufstellung)                 | Immendingen                                                       | 9. August 2006 Umbenennung in ArtBtl 295                                                                               | Oberfeldwebel-Schreiber-Kaserne; ging aus FArtBtl 295 hervor |
|  | PzArtBtl 305                                           | Januar 1962                                   | Donauwörth                                                        | aufgelöst 1994 | |
|  | PzArtLehrBtl 310                                       | 1967 (Teile FArtBtl 310)                      | Kusel                                                             | 1980 Umbenennung in Panzerartillerielehrbataillon 345                                                                  | im Frieden LehrTrTeil ArtSchule. im V-Fall weiterhin ArtKdo 3 Anmerkung: eingeschriebene Nummer im internen Verbandsabzeichen eigtl. „310“ |
|  | PzArtBtl 315                                           | 1967                                          | Wildeshausen                                                      | 1993 aufgelöst | |
|  | PzArtBtl 325                                           | 1971 (FArtBtl 325)                            | Schwanewede, Lützow-Kaserne, ab 1973 Weser-Geest-Kaserne          | 2001 umbenannt in PzArtLehrBtl 325                                                                                     | |
|  | PzArtLehrBtl 325                                       | 2001 (PzArtBtl 325)                           | Munster, Hindenburg-Kaserne bis 2006: Schwanewede, Lützow-Kaserne | zum 1. Juli 2015 umgegliedert zum ArtLehrBtl 325                                                                       | Lehrtruppenteil, wurde in ArtLehrBtl 325 umbenannt/umgegliedert und der 1. Panzerdivision direkt unterstellt |
|  | PzArtBtl 335 (alt)                                     | 1.10.1958 (III./ArtRgt 7)                     | Neustadt am Rübenberge, Wilhelmstein-Kaserne                      | 30.9.1981 (Umbenennung in PzArtBtl 35)                                                                                 | bis 23. Juni 1965 in Lingen, Scharnhorst-Kaserne stationiert; im Rahmen der Heeresstruktur 4 im Jahr 1981 Umbenennung in PzArtBtl 35 und Unterstellungswechsel zur Panzerbrigade 3. Das bisherige PzArtBtl 35 wurde stattdessen der Panzerbrigade 33 unterstellt und in PzArtBtl 335 umbenannt. |
|  | PzArtBtl 335 (neu)                                     | 1.10.1981 (PzArtBtl 35)                       | Dedelstorf, Richthofen-Kaserne                                    | aufgelöst am 25.3.1994                                                                                                 | |
|  | PzArtBtl 345                                           | 1. Oktober 1975                               | Bad Arolsen, Prinz-Eugen-Kaserne                                  | 1. Oktober 1981 Umgliederung in PzArtBtl 65                                                                            | |
|  | PzArtLehrBtl 345                                       | 1980 (PzArtLehrBtl 310)                       | Kusel                                                             | 2008 umformiert in ArtLehrRgt 345                                                                                      | Lehr (Ulm), Panzerbrigade 34 |
|  | PzArtBtl 355                                           | Juli 1960 (FArtBtl 355)                       | Wildflecken, ab 2002 Neunburg vorm Wald ab 2007 Pfreimd           | Ende 2008 inaktiv | Panzerbrigade 35, Panzerbrigade 36, zuletzt Panzerbrigade 12 |
|  | PzArtBtl 365                                           | 1958                                          | Walldürn, Nibelungenkaserne                                       | 1993 | Panzerbrigade 36 |
|  | PzArtBtl 375                                           | 1992                                          | Frankenberg/Sachsen, Wettiner Kaserne                             | 2005 aufgelöst | Panzergrenadierbrigade 37 |
|  | PzArtBtl 375                                           | 5. Oktober 2023                               | Weiden in der Oberpfalz, Major-Radloff-Kaserne                    | – | Panzergrenadierbrigade 37 |
|  | PzArtBtl 385                                           | 1992                                          | Weißenfels, Sachsen-Anhalt-Kaserne                                | 2002 aufgelöst | Panzergrenadierbrigade 38 |
|  | PzArtBtl 395                                           |                                               | Erfurt                                                            | 1996 umformiert in PzArtBtl 2                                                                                          | Panzerbrigade 39 |
|  | PzArtBtl 405                                           | 1992                                          | Dabel                                                             | 2006 aufgelöst | Panzergrenadierbrigade 40 |
|  | PzArtBtl 415                                           | 1. April 1991                                 | Eggesin                                                           | Dezember 2002 aufgelöst                                                                                                | Panzergrenadierbrigade 41 |
|  | PzArtBtl 425                                           | 1992                                          | Lehnitz                                                           | 30. Juni 2006 aufgelöst                                                                                                | Panzerbrigade 42, ab 2003 Panzergrenadierbrigade 1 |
|  | PzArtBtl 515                                           | 1993 (FArtBtl 515, PzArtBtl 185)              | Kellinghusen                                                      | 10.12.2008 aufgelöst                                                                                                   | Panzerbrigade 18 |
|  | PzArtBtl 565                                           | 1980                                          | München, Bayern-Kaserne                                           | 1992 | Heimatschutzbrigade 56 |

### Feldartilleriebataillone

#### Korpsfeldartilleriebataillone
Die Korpsartillerie der rein deutschen Korps erhielt mehrere Feldartilleriebataillone. Jeweils eines dieser Bataillone war voll präsent. Seine Nummer ergab sich ab der Heeresstruktur II aus der Korpsnummer (Anfangsziffer) und endete mit einer „10“. Beispiel: Das Feldartilleriebataillon 310 war die Feldartillerie des III. Korps. Weiterhin unterstanden den Korps eine uneinheitliche Anzahl nichtaktiver (Geräteverbände) Feldartilleriebataillone. Ihre Bezeichnung ergab sich jeweils fortlaufend in Zehnerschritten, beginnend bei der Bezeichnung des aktiven Bataillons. Für das I. Korps wurden beispielsweise neben dem aktiven Feldartilleriebataillon 110 die mobilmachungsabhängigen Verbände Feldartilleriebataillon 120, 130, 140 aufgestellt. Diese unterstanden nichtaktiven Artillerieregimentern der Korps (ArtRgt 100, 200, 300).  LANDJUT erhielt (vermutlich) die nicht aktiven Feldartilleriebataillone 630 und 640 – über diese Bataillone ist jedoch nur wenig bekannt. Ihre Bezeichnung ergab sich maßgeblich durch die Unterstellung unter das Artilleriekommando 600. Folgende dieser Bataillone wurden aufgestellt:
|  | Bezeichnung                      | Aufstellung (aus)       | Standort                                | Verbleib                                                                                            | Bemerkung |
|  | -------------------------------- | ----------------------- | --------------------------------------- | --------------------------------------------------------------------------------------------------- | --- |
|  | FArtBtl 110 (Teile RakArtBtl 72) | 1970                    | Dülmen                                  | 1986 aufgelöst                                                                                      | 1975 Abgabe Teile an PzArtBtl 205                                                                             |
|  | FArtBtl 120                      | 1968                    | Unna, MobStp Massen                     | 1993                                                                                                | GerE |
|  | FArtBtl 130                      | 1968                    | Unna                                    | 1982 umbenannt in FArtBtl 635, HSchBrig 66                                                          | GerE |
|  | FArtBtl 140                      | 1968                    | Dülmen                                  | 1971 aufgelöst                                                                                      | GerE |
|  | FArtBtl 210                      | 1962                    | Philippsburg                            | Sept. 1985 aufgelöst                                                                                | |
|  | FArtBtl 220                      | 1968                    | Philippsburg                            | 1981 umbenannt in FArtBtl 655, HschBrig 65                                                          | GerE |
|  | FArtBtl 220                      | 1981 (FArtBtl 230)      | Phillipsburg                            | 1992/93? wird zu FABtl 635                                                                          | GerE |
|  | FArtBtl 230                      | 1968                    | Friedrichsthal                          | 1981 umbenannt in FArtBtl 220                                                                       | GerE |
|  | FArtBtl 240                      | 1968                    | Oftersheim                              | 1971 aufgelöst                                                                                      | GerE |
|  | FArtBtl 310                      | 1959 (Teile ArtLehrBtl) | bis 1965: Idar-Oberstein ab 1965: Kusel | aus Teile 1967 Bildung Panzerartillerielehrbataillon 310 Reste weiterhin FArtBtl 310 1986 aufgelöst | im Frieden: LehrTrTeil ArtSchule Dieses Bataillon bestand ab 1967 parallel zum inaktiven, „neuen“ FArtBtl 310 |
|  | FArtBtl 310                      | 1965?                   | Kusel                                   | 1986 aufgelöst                                                                                      | GerE Dieses Bataillon bestand parallel zum aktiven, „alten“ FArtBtl 310                                       |
|  | FArtBtl 320                      | 1. Aug. 1968            | Gießen                                  | 1. Apr. 1983 aufgelöst                                                                              | GerE |
|  | FArtBtl 330                      | 1. Aug. 1968            | Gießen                                  | 31. März 1986 aufgelöst                                                                             | GerE |
|  | FArtBtl 441                      | 1958                    | Lingen (Ems)                            | 1959 umbenannt in FArtBtl 195                                                                       | unterstand KorpsArtKdo 401                                                                                    |
|  | FArtBtl 630?                     | um 1970?                |                                         | 1986?                                                                                               | Existenz unklar GerE unterstand vermutlich im Frieden TerrKdo SH, im V-Fall LANDJUT                           |
|  | FArtBtl 640?                     | um 1970?                |                                         | 1986?                                                                                               | Existenz unklar GerE unterstand vermutlich im Frieden TerrKdo SH, im V-Fall LANDJUT                           |

#### Divisionsfeldartilleriebataillone

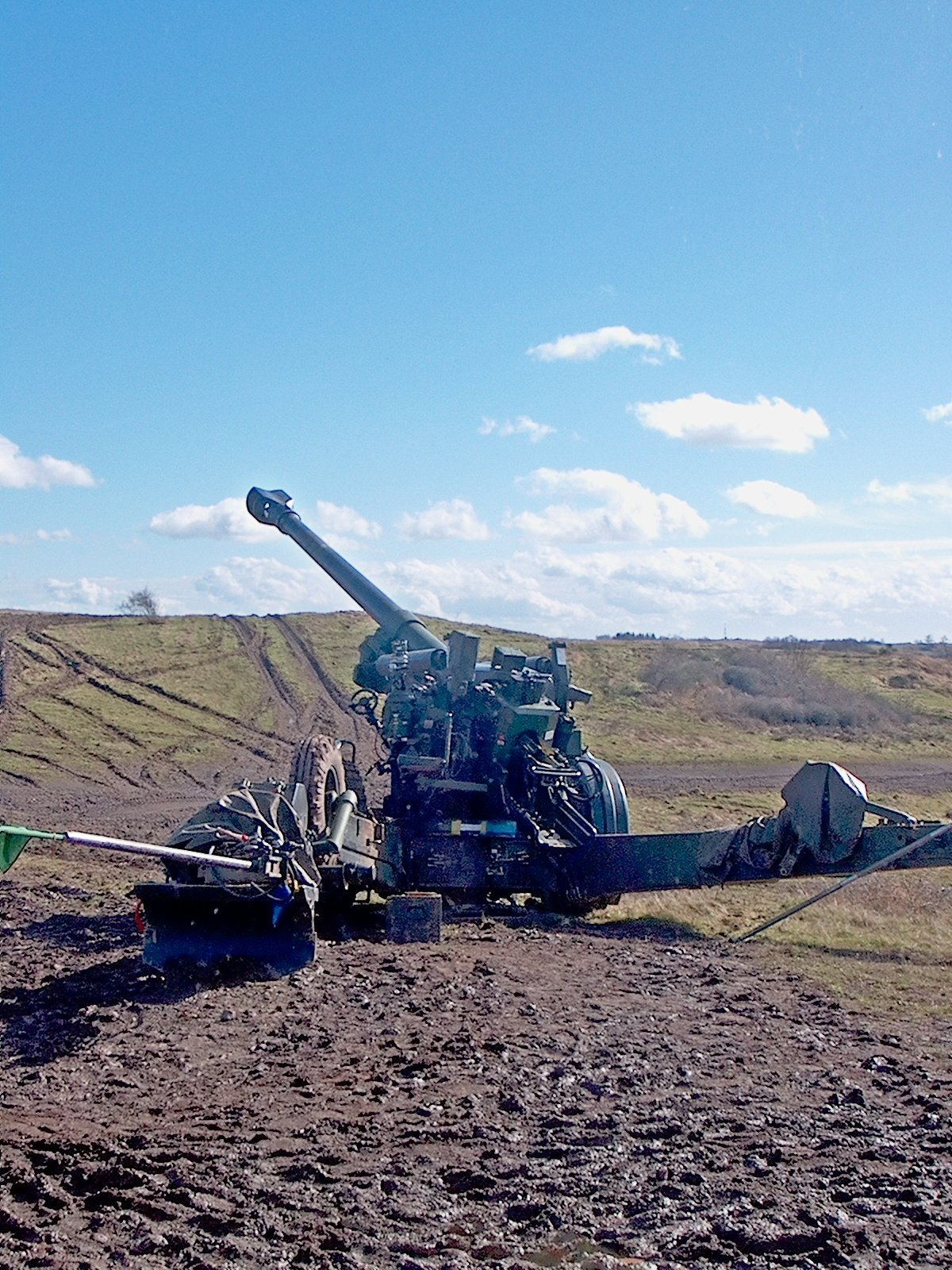
Eine Feldhaubitze FH155-1 der Bundeswehr. Der Transport erfolgte als Anhängelast hinter einem LKW 7 to gl.

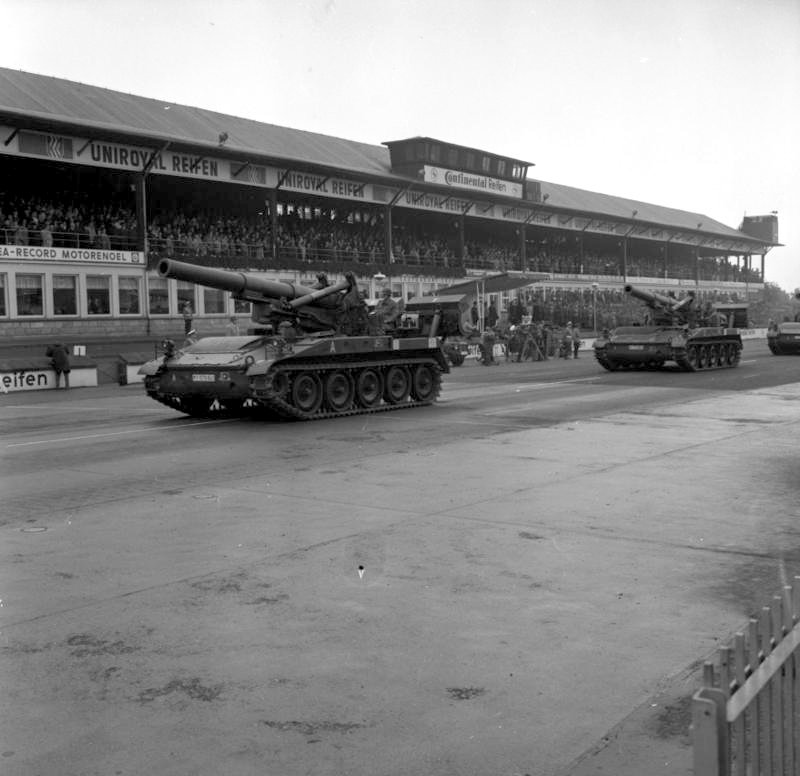
Feldhaubitze 203mm (M110) der Feldartilleriebataillone. Sie war (wie später auch die Panzerhaubitze 155mm (M109)) zum Verschuss taktischer US-Kernwaffen geeignet.

Aufgestellt wurden für jede der ursprünglich zwölf Divisionen – außer 1. Luftlandedivision, dieser war nur die Luftlandeartilleriebatterie 9 unterstellt – jeweils ein Feldartilleriebataillon, das jeweils dem der Division zugehörigen Artillerieregiment unterstand. Die Endziffer dieser Bataillone war immer „1“. Die Anfangsziffer(n) entsprachen der Nummer des übergeordneten Artillerieregiments. Die nach 1990 neu aufgestellten Divisionen in Ostdeutschland erhielten nicht alle ein Feldartilleriebataillon. Begonnen wurde aber mit der Aufstellung eines Feldartilleriebataillons für die zukünftige 13. Panzergrenadierdivision. Unterstellt war dieses Bataillon dem Artillerieregiment 70 (Benennung nach WBK VII, siehe oben). Da das Bataillon jedoch vor Umbenennung dieses Regiment in Artillerieregiment 13 außer Dienst gestellt wurde, gab es kein Feldartilleriebataillon 131 sondern nur das Feldartilleriebataillon 701 (heute Artilleriebataillon 131). Alle Divisionsfeldartilleriebataillone die in Westdeutschland stationiert waren, konnten mit der Haubitze 203 mm (M 110 A2) Atomare Granaten verschießen. Folgende Bataillone wurden aufgestellt:
|  | Bezeichnung    | Aufstellung (aus)                        | Standort                                           | Verbleib                                                | Bemerkung |
|  | -------------- | ---------------------------------------- | -------------------------------------------------- | ------------------------------------------------------- | --- |
|  | FArtBtl 11     | 16. März 1959 (I./FArtRgt 1)             | Hannover                                           | 1993 aufgelöst                                          | |
|  | FArtBtl 21     | 19.12.1959 (Umbenennung aus PzArtBtl 21) | 1959–1961 Fritzlar, dann Schwalmstadt-Treysa       | 30. September 1993 aufgelöst                            | |
|  | FArtBtl 31     | 2. Juli 1956 (als I./PzArtRgt 3)         | Lüneburg                                           | aufgelöst                                               | |
|  | FArtBtl 41     | 16.2.1959 (I./FArtRgt 4)                 | Regensburg, Nibelungenkaserne bis 1965 in Landshut | 1993 aufgelöst                                          | |
|  | FArtLehrBtl 51 | 1956 als ArtLehrBtl                      | Idar-Oberstein, Klotzberg-Kaserne                  | 1993 Umgliederung in BeobPzArtLehrBtl 51 2003 aufgelöst | Lehr |
|  | FArtBtl 61     | März 1959                                | Flensburg ab 1963: Albersdorf                      | April 1993 Umgliederung in F/BeobArtBtl 61              | |
|  | FArtBtl 71     | 1959 (aus Teile FArtBtl 441?)            | Münster bis 1962: Lippstadt bis 1966 Dülmen        | 1993 Umbenennung in BeobArtBtl.71                       | |
|  | GebFArtBtl 81  | 01.04.1970                               | Kempten (Allgäu)                                   | 31.03.1993 Aufgelöst                                    | Aufstellung am 01.04.1970 in Calw 1970–1980 als GebArtBtl 81 1980–1982 als GebFArtBtl 81 1982–1993 als GebArtBtl 81 |
|  | FeldArtBtl 81  |                                          |                                                    |                                                         | |
|  | FArtBtl 101    | 26.6.1959                                | Pfullendorf                                        | 1991 Umgliederung in JgBtl 101                          | |
|  | FArtBtl 111    | 1.7.1956 (I./PzArtRgt 3)                 | Oldenburg, Hindenburg-Kaserne                      | 1994 aufgelöst                                          | |
|  | FArtBtl 121    | 1.4.1970                                 | Tauberbischofsheim                                 | 1993 Umbenennung in BeobPzArtBtl 121                    | Aufstellung in Speyer als FschArtBtl 265 (?)                                                                        |
|  | FArtBtl 701    | Juli 1991                                | Mühlhausen/Thüringen                               | März 1992 Umbenennung in BeobArtBtl 701                 | |

#### Feldartilleriebataillone der Brigaden
Jede Panzergrenadierbrigade des Heeres hatte in ihrer ersten Gliederung ein Feldartilleriebataillon (FArtBtl) mit der Endziffer „5“. (Bsp.: Brigade 11 das FArtBtl 115. Ausnahme: FArtBtl 177 der Brigade 17 wegen des § 175 StGB.) Später wurden die FArtBtl in Panzerartilleriebataillone umgegliedert und unter Beibehaltung ihrer Nummer umbenannt.
Auch die später aufgestellten Heimatschutzbrigaden (Anfangsziffer 5 oder 6) (siehe auch Liste der Jägerverbände der Bundeswehr) erhielten je ein Artilleriebataillon.
|  | Bezeichnung | Aufstellung (aus)                   | Standort | Verbleib | Bemerkung |
|  | ----------- | ----------------------------------- | --- | --- | --- |
|  | FArtBtl 15  | 2. März 1959                        | Hildesheim | zum 1. Januar 1967 Umbenennung in PzArtBtl 15 | 1962 Verlegung nach Stadtoldendorf |
|  | FArtBtl 25  | 16. März 1959                       | Braunschweig | 30. September 1966 | Aufstellung als I./Feldartillerieregiment 1 am 1. Juli 1956 in der Marinekaserne in Glückstadt; 14. Juli 1956 Verlegung nach Hamburg; 11. Juni 1958 Verlegung in die Leutnant-Müller-Kaserne in Braunschweig, 16. März 1959 Umbenennung in FArtBtl 25, 1966 Umbenennung in PzArtBtl 25 |
|  | FArtBtl 45  | 1. April 1959                       | Niederlahnstein | 1. Januar 1972 Umbenennung in PzArtBtl 45 | 7. November 1961 Verlegung nach Arolsen, Prinz-Eugen-Kaserne; |
|  | FArtBtl 55  | 1. März 1959                        | Gießen, Scharnhorst-Lager (später Steuben-Kaserne); 1959 Verlegung nach Stadtallendorf (Herrenwald-Kaserne); 20. September 1961 Verlegung nach Homberg (Efze) (Dörnberg-Kaserne) | 16. Oktober 1967 (Umbenennung in PzArtBtl 55) | |
|  | FArtBtl 75  | 1. Juli 1959                        | Achim (Steuben-Kaserne); 27. September 1961 Verlegung nach Seedorf (Fallschirmjäger-Kaserne); 15. Juli 1963 Verlegung nach Hamburg (Röttiger-Kaserne)                            | 1. Mai 1966 Umbenennung in PzArtBtl 75 | |
|  | FArtBtl 105 | 30.6.1959                           | Weiden in der Oberpfalz | 1970 in PzArtBtl 105 umbenannt | |
|  | FArtBtl 165 |                                     | | | |
|  | FArtBtl 177 |                                     | | | |
|  | FArtBtl 195 |                                     | | | |
|  | FArtBtl 285 | 1982 aus FArtBtl 130                | Unna | 1992/92 aufgelöst | nicht aktiv |
|  | FArtBtl 295 | 1. Oktober 1958                     | Immendingen, bis 15. Dezember 1958 Münsingen | ab 1. Oktober 1966 PzArtBtl 295 | |
|  | FArtBtl 295 | 18. März 1993                       | Immendingen | (Fusionierung von PzArtBtl 295 und FArtBtl 555) zum 1. Juli 2001 Umbenennung in PzArtBtl 295                                                         | |
|  | FArtBtl 315 |                                     | | | |
|  | FArtBtl 325 | 1. April 1961                       | | August 2001 Umbenennung in PzArtLehrBtl 325 | |
|  | FArtBtl 355 | 1982 aus FArtBtl 130                | Unna | 1992/92 aufgelöst | nicht aktiv |
|  | FArtBtl 515 | 1981                                | Kellinghusen | 1993 (PzArtBtl 515) | |
|  | FArtBtl 525 | 1981                                | Fürstenau | | |
|  | FArtBtl 535 | 1981                                | Euskirchen | 1992 aufgelöst | |
|  | FArtBtl 545 | 1980 (PzArtBtl 145)                 | Niederlahnstein, Deines-Bruchmüller-Kaserne | Im Oktober 1989 nach Philippsburg verlegt und im April 1990 aufgelöst. Ausgestattet mit FH 105mm                                                     | Teilaktiv AMF |
|  | FArtBtl 555 | 1. Oktober 1981 (Teile PzMrsKp 500) | bis 1989 Böblingen, dann Horb | Teil aktives Btl. der HschBrg 55 wurde zur Aufstellung der DF-Brigade am 18.12.1992 mit dem FArtBtl 295 Fusioniert. Formelle Auflösung 31. März 1993 | |
|  | FArtBtl 615 |                                     | Hamburg-Sülldorf | | nicht aktiv |
|  | FArtBtl 625 |                                     | | | nicht aktiv |
|  | FArtBtl 635 | 1982 aus FArtBtl 130                | Unna | 1992/92 aufgelöst | nicht aktiv |
|  | FArtBtl 645 |                                     | | | nicht aktiv |
|  | FArtBtl 655 |                                     | | | nicht aktiv |
|  | FArtBtl 665 | 1981                                | Pöcking, General-Fellgiebel-Kaserne | 1992 | Heimatschutzbrigade 66, nicht aktiv |

### Raketenartilleriebataillone
Ursprünglich wurden folgende Raketenartilleriebataillone aufgestellt:
- Alle 14 Artillerieregimenter (siehe oben) der 14 Divisionen des Feldheeres führten ein Raketenartilleriebataillon; mit Ausnahme des Luftlandeartillerieregiments 9 der 1. Luftlandedivision. Die Anfangsziffern dieser Bataillone entsprachen der Nummer der Division gleich der des Artillerieregiments und endete stets mit einer 2. Beispiel: Das Raketenartilleriebataillon 32 unterstand dem Artillerieregiment 3 der 3. Division. Da die Artillerieregimenter 13 und 14 zunächst als Artillerieregimenter 70 und 80 bezeichnet wurden, wurden auch ihre entsprechend unterstellten Bataillone zunächst als Raketenartilleriebataillone 702 und 802 bezeichnet. Übliche Abweichungen für die Bataillone der Gebirgstruppe war das Präfix Gebirgs- und für Lehrtruppenteile die Bezeichnung Raketenartillerielehrbataillon.
- Jedes der Artilleriekommandos der Korps führte ein Raketenartilleriebataillon. Seine Bezeichnung ergab sich aus der Anfangsziffer des übergeordneten Artilleriekommandos und den beiden Endziffern 50. Beispiel: das Raketenartilleriebataillon 650 unterstand dem Artilleriekommando 600 (LANDJUT).

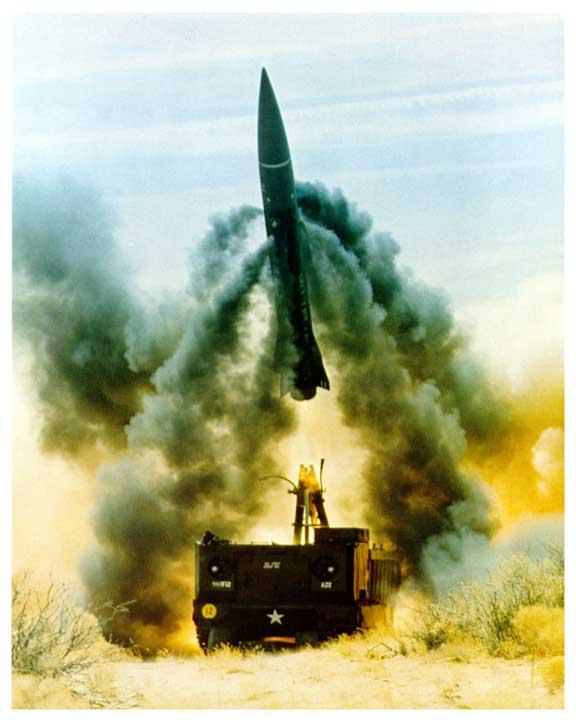
Das Artillerie-Raketensystem Lance (hier amerikanisches Modell) wurde in den Korpsraketenartilleriebataillone eingesetzt und war mit Nukleargefechtsköpfen bestückt. Vorgänger waren die Sergeants

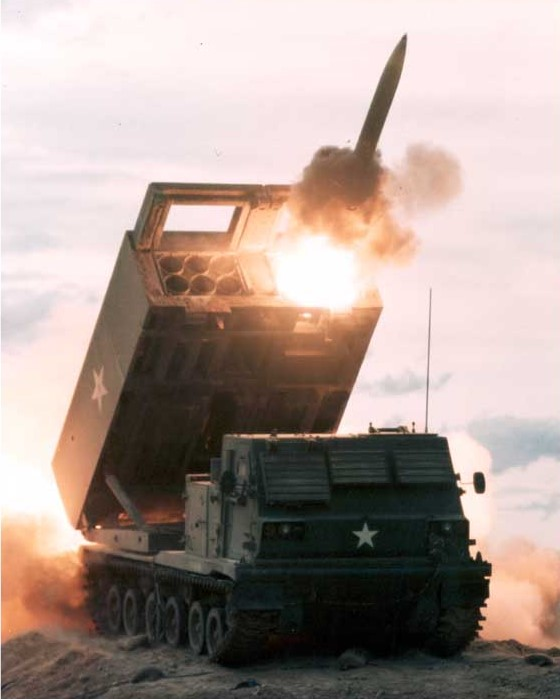
Das MARS (im Bild amerikanisches System) ergänzte das LARS, das in der Bundeswehr die MGR-1 Honest John ersetzt hatte.

Nach den Umstrukturierungen der Bundeswehr nach 1990 wurden die Bezeichnungen teilweise aus Tradition fortgeführt, so dass etwa ab Mitte der 1990er Jahre die Bezeichnung nicht immer auf das Unterstellungsverhältnis schließen lässt. Ein Beispiel ist das 2003 aus dem Panzerartilleriebataillon 55 entstandene Raketenartilleriebataillon 55, das aus Tradition seine Nummer weiterführte.
|  | Bezeichnung      | Aufstellung (aus)                           | Standort | Verbleib                                                             | Bemerkung                                                                                                |
|  | ---------------- | ------------------------------------------- | --- | -------------------------------------------------------------------- | --- |
|  | RakArtLehrBtl 1  | 1966 (ArtLehrBtl 1)                         | Eschweiler, Donnerberg-Kaserne                                                                                  | 1969 aufgelöst, Teile an RakArtBtl 72                                | |
|  | RakArtBtl 12     | September 1959                              | Nienburg-Langendamm, Clausewitz-Kaserne                                                                         | 2005 aufgelöst                                                       | gehörte zum ArtRgt 1 seit 2001 gekadert alternativ:                                                      |
|  | RakArtBtl 22     | Februar 1969 (ArtBtl 22)                    | Schwalmstadt | 30. September 1992 aufgelöst                                         | gehörte zum ArtRgt 2 seit 2001 gekadert, ArtBtl 22 wurde am 15. September 1959 in Eschweiler aufgestellt |
|  | RakArtBtl 32     | Januar 1963 (ArtBtl 32)                     | Dörverden, Niedersachsen-Kaserne                                                                                | September 1993 aufgelöst                                             | gehörte zum ArtRgt 3 ArtBtl 32 wurde 1961 in Barme aufgestellt                                           |
|  | RakArtBtl 42     | 1966                                        | Hemau, General-von-Steuben-Kaserne                                                                              | 2003 aufgelöst                                                       | 4. Panzergrenadierdivision, gehörte zum ArtRgt 4, vor Auflösung GerE                                     |
|  | RakArtBtl 52     | 1962 (RakArtBtl 140)                        | Gießen | evtl. aufgelöst zur Neuaufstellung des „neuen“ RakArtBtl 52?         | |
|  | RakArtBtl 52     | Jan 1965 (RakArtBtl 348)                    | Idar-Oberstein?                                                                                                 | 1982 umbenannt in RakArtLehrBtl 52                                   | |
|  | RakArtLehrBtl 52 | 1982 (RakArtBtl 52)                         | Idar-Oberstein, Klotzberg-Kaserne ab 1997: Hermeskeil                                                           | 2007                                                                 | Lehr, Teile (schwere Batterien MARS) vor 1997 in Kusel                                                   |
|  | RakArtBtl 55     | 2003 (PzArtBtl 55)                          | Homberg/Efze, Dörnbergkaserne                                                                                   | November 2005 aufgelöst                                              | |
|  | RakArtBtl 62     | 1961                                        | Kellinghusen, Liliencron-Kaserne                                                                                | Aufgelöst Ende 2008                                                  | gehörte zum ArtRgt 6                                                                                     |
|  | RakArtBtl 72     | 1960                                        | Warendorf bis 1956: Donnerberg-Kaserne Eschweiler                                                               | 1970 Abgabe Teile an FArtBtl.110 und Umbenennung in RakArtLehrBtl 72 | |
|  | RakArtLehrBtl 72 | 1970 (RakArtBtl 72 & Teile RakArtLehrBtl 1) | Geilenkirchen, Selfkant-Kaserne                                                                                 | 1980 Rückgliederung RakArtBtl 72                                     | Lehr, gehörte zum ArtRgt 7                                                                               |
|  | RakArtBtl 72     | 1980 (RakArtLehrBtl 72)                     | Wuppertal, Colmar-Kaserne                                                                                       | 1993 aufgelöst                                                       | |
|  | GebRakArtBtl 82  | 1. Juli 1967                                | Landsberg am Lech, Generalfeldmarschall-Ritter-von-Leeb-Kaserne                                                 | 1993 aufgelöst                                                       | 1. Gebirgsdivision, gehörte zum GebArtRgt 8                                                              |
|  | RakArtBtl 92     | 1961                                        | Großengstingen ab 1963: Philippsburg                                                                            | 1964 umbenannt in RakArtBtl 122                                      | |
|  | RakArtBtl 102    | 1960                                        | Pfullendorf, Generaloberst-von-Fritsch-Kaserne zunächst Bergen                                                  | September 1991 aufgelöst                                             | gehörte zum ArtRgt 10                                                                                    |
|  | RakArtBtl 112    | November 1959                               | Delmenhorst, Barbara-Kaserne (Delmenhorst)                                                                      | 31.12.1993 aufgelöst                                                 | gehörte zum ArtRgt 11                                                                                    |
|  | RakArtBtl 122    | 1964 (RakArtBtl 92)                         | Philippsburg, Salmkaserne ab 1993: Walldürn, Nibelungen-Kaserne                                                 | dort 2002 aufgelöst bis 2006 teilaktiv in Hermeskeil                 | gehörte zum ArtRgt 12                                                                                    |
|  | RakArtBtl 132    | Juli 1994                                   | Sondershausen, Karl-Günther Kaserne                                                                             | Auflösungsappell am 23. März 2013, Auflösung zum 31. Dezember 2013   | unterstellt ArtRgt 100                                                                                   |
|  | RakArtBtl 140    | 1959                                        | Gießen | 1962 umbenannt in RakArtBtl 52                                       | |
|  | RakArtBtl 142    | 1. Juli 1994                                | Eggesin | 31. Dezember 2002 aufgelöst                                          | |
|  | RakArtBtl 150    | Januar 1961                                 | Donnerberg-Kaserne Eschweiler ab 1962: Warendorf ab 1965: Wesel, Schill-Kaserne                                 | Okt 2002 aufgelöst                                                   | ArtKdo 1, ab 1993 ArtRgt 7                                                                               |
|  | RakArtBtl 250    | Oktober 1961                                | Großengstingen, Eberhard-Finckh-Kaserne bis 1963: Donnerberg-Kaserne Eschweiler                                 | 22. März 1993 aufgelöst                                              | ArtKdo 2 Bezeichnung bis 1965: Artilleriebataillon 250                                                   |
|  | RakArtBtl 350    | April 1961                                  | Donnerberg-Kaserne Eschweiler ab 1964: Mayen ab 1966: Montabaur, Westerwald-Kaserne                             | März 1993 aufgelöst                                                  | Artilleriekommando 3 Sondermunitionslager aufgelöst                                                      |
|  | RakArtBtl 348    | Januar 1964 (ArtBtl 422)                    | Gießen? | Januar 1965 umbenannt in RakArtBtl 52                                | 1-jähriger Truppenversuch? ArtBtl 422 aufgestellt 1958                                                   |
|  | RakArtBtl 650    | Mai 1963                                    | Flensburg, Briesen-Kaserne aufgestellt in Donnerberg-Kaserne Eschweiler bis 1964: Breitenburg bis 1973: Itzehoe | Sept. 1993 aufgelöst                                                 | ArtKdo 600, im Frieden ab Jan 1973 ArtRgt 6 bis 1973 unterstellt ArtKdo I                                |
|  | RakArtBtl 702    | 1. März 1991                                | Sondershausen                                                                                                   | Juli 1994 umbenannt in RakArtBtl 132                                 | |
|  | RakArtBtl 802    | 1. Juli 1991                                | Eggesin | 1994 umbenannt in RakArtBtl 142                                      | |

### Artilleriebataillone
Gemischte Verbände: Rohr- und Raketenartillerie oder Sonderbataillone wie leichte Artillerie, z. B. Gebirgs- und Luftlandeartilleriebataillone. Oft auch Lehrbataillone, z. B. ArtLehrBtl 1, hervorgegangen aus Artillerielehrbataillon 421/422.
|  | Bezeichnung    | Aufstellung (aus)                     | Standort                                          | Verbleib                | Bemerkung |
|  | -------------- | ------------------------------------- | ------------------------------------------------- | ----------------------- | --- |
|  | LLArtBtl 9     |                                       | Engstingen, Eberhard-Finckh-Kaserne               | 15. März 1959 aufgelöst | |
|  | ArtBtl 22      | 1959?                                 | Eschweiler, Donnerberg-Kaserne (Lager Donnerberg) | 1969 aufgelöst          | |
|  | ArtBtl 131     | 1. Jan. 2014 (BeobPzArtBtl 131)       | Weiden, Major-Radloff-Kaserne                     | aktiv                   | unterstellt der 10. Panzerdivision |
|  | ArtBtl 250     |                                       | Engstingen, Eberhard-Finckh-Kaserne               | 15. Mai 1963 aufgelöst  | vor Auflösung in Eschweiler stationiert |
|  | ArtBtl 295     | 9. August 2006 (1958 als FArtBtl 295) | Stetten am kalten Markt, Alb-Kaserne              | aktiv                   | zuvor in Immendingen stationiert, 1. Oktober 2014 Neuaufstellung in Stetten am kalten Markt, Verlegung der gepanzerten Fahrzeuge vom 8. bis 9. März 2016 dorthin. Es ist einer von zwei Artillerieverbänden des Heeres (Stand 11/2023), die direkt einer Brigade unterstellt ist. |
|  | ArtLehrBtl 325 | 2015 (1971 PzArtLehrBtl 325)          | Munster, Hindenburg-Kaserne                       | aktiv                   | 2015 durch Umbenennung und Umgliederung aus PzArtLehrBtl 325 hervorgegangen Verband der 1. Panzerdivision |
|  | ArtLehrBtl 345 | Jan. 2014 (PzArtLehrRgt 345)          | Idar-Oberstein, Klotzberg-Kaserne                 | aktiv                   | unterstellt der 10. Panzerdivision |

### Beobachtungsbataillone
Zwei Gruppen:

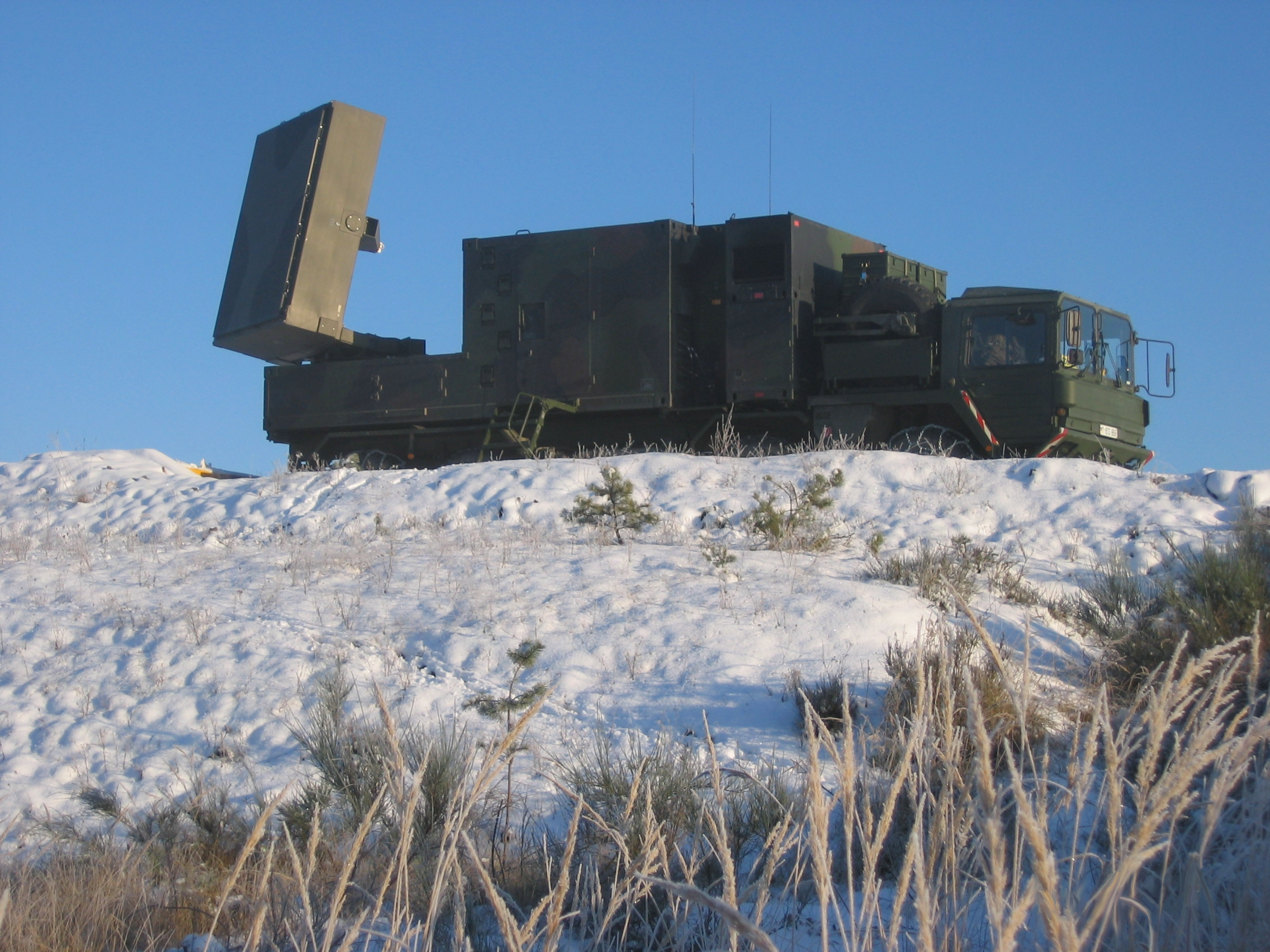
Das Artillerieortungsradar COBRA ist eines der Artillerieaufklärungssysteme der beobachtenden Artillerie der Bundeswehr

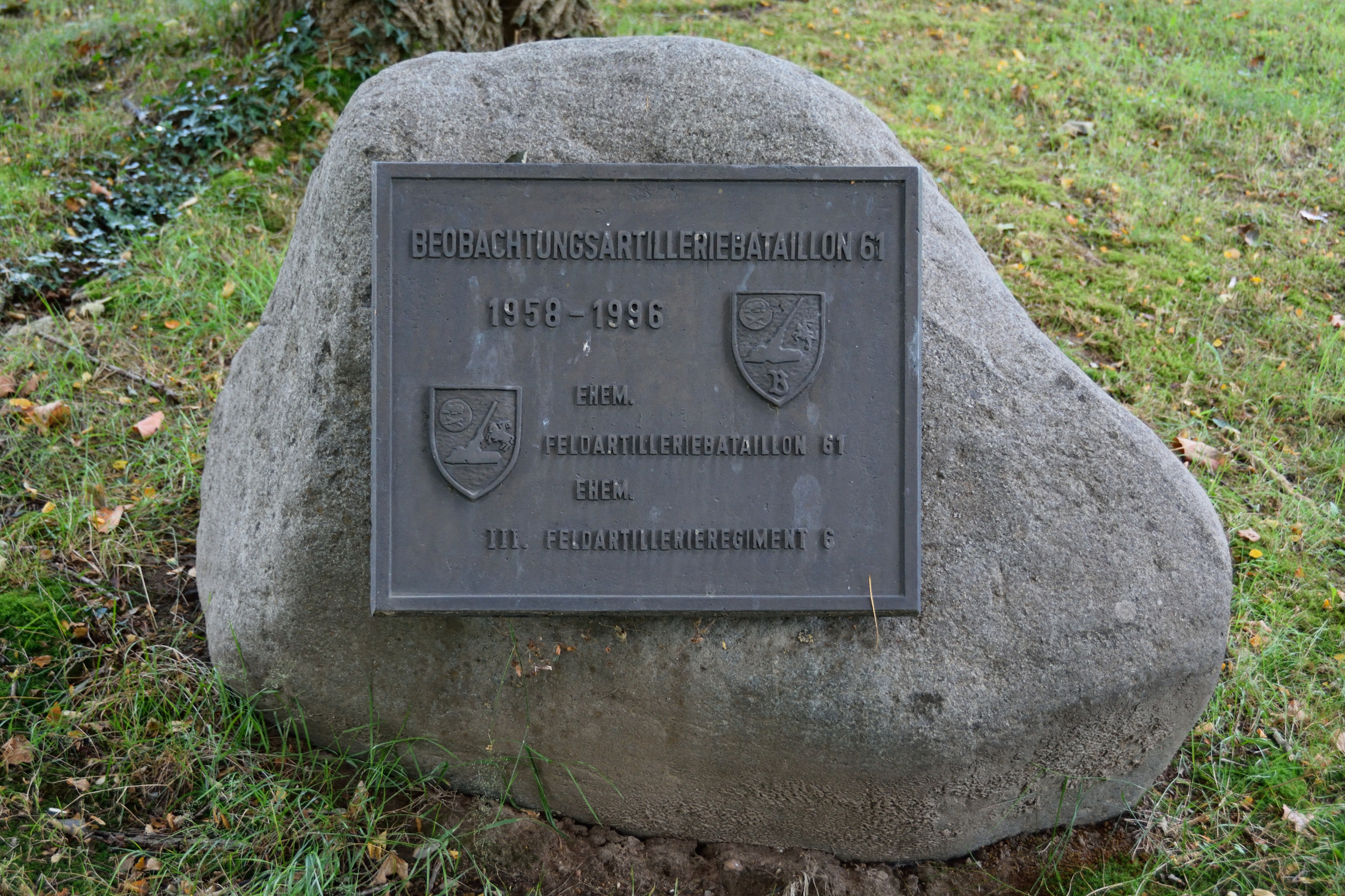
Ein Gedenkstein für das Beobachtungsartilleriebataillon 61 im Ehrenhain der schleswig-holsteinischen Artillerie in Kellinghusen

- Reine Beobachtungsbataillone ohne schießende Batterien
- Beobachtungsartilleriebataillone: enthielten auch schießende Batterien

|                  | Bezeichnung         | Aufstellung (aus)                                       | Standort | Verbleib                                        | Bemerkung |
| ---------------- | ------------------- | ------------------------------------------------------- | --- | ----------------------------------------------- | --- |
|                  | BeobBtl 1           | 1. Oktober 1972 (BeobBttr 1)                            | Wolfenbüttel, Gneisenau-Kaserne                                                                                                 | 31. März 1980 in BeobBtl 13 umbenannt           | |
|                  | BeobBtl 2           | 1. Oktober 1970 (RadarBttr 2 und SchallmeßBttr 2)       | Stadtallendorf, Herrenwald-Kaserne                                                                                              | 31. September 1979 in BeobBtl 23 umbenannt      | |
|                  | BeobBtl 4           | 1. April 1970 (RadarBttr 4 und SchallmeßBttr 4)         | Regensburg, Prinz-Leopold-Kaserne                                                                                               | 1980 umbenannt in BeobBtl 43                    | |
|                  | BeobLehrBtl 5       | 1. April 1970 (RadarLehrBttr 5 und SchallmeßLehrBttr 5) | Idar-Oberstein, Klotzberg-Kaserne                                                                                               | 30. Juni 1979 in BeobBtl 53 umbenannt           | |
|                  | BeobBtl 6           | 1. Oktober 1970 (BeobBttr 674)                          | bis 30. September 1972 Kellinghusen, Liliencron-Kaserne ab 1. Oktober 1972 Breitenburg-Nordoe, Freiherr-von-Fritsch-Kaserne     | 30. September 1979 in BeobBtl 63 umbenannt      | gehörte zum ArtRgt 6 |
|                  | BeobBtl 13          | 1. April 1980 (BeobBtl 1)                               | Wolfenbüttel, Gneisenau-Kaserne                                                                                                 | 31. März 1993 aufgelöst                         | gehörte zum ArtRgt 1 |
|                  | BeobBtl 23          | 1. Oktober 1979 (BeobBtl 2)                             | Stadtallendorf, Herrenwald-Kaserne                                                                                              | 31. August 1993 aufgelöst                       | gehörte zum ArtRgt 2 |
|                  | BeobBtl 33          | 1. Juli 1980                                            | Stade, Von-Goeben-Kaserne | 1993 aufgelöst                                  | gehörte zum ArtRgt 3 |
|                  | BeobBtl 43          | 1980 (BeobBtl 4)                                        | bis 1986 Regensburg, Prinz-Leopold-Kaserne ab 1986 Amberg, Leopold-Kaserne                                                      | September 1993 aufgelöst                        | gehörte zum ArtRgt 4 |
|                  | BeobArtLehrBtl 51   | 3. April 1993 (BeobLehrBtl 51 und FArtLehrBtl 51)       | Idar-Oberstein, Klotzberg-Kaserne                                                                                               | 1997 in BeobPzArtLehrBtl 51 umbenannt           | |
|                  | BeobPzArtLehrBtl 51 | 1997 (BeobArtLehrBtl 51)                                | Idar-Oberstein, Klotzberg-Kaserne                                                                                               | 31. März 2003 aufgelöst                         | |
|                  | BeobBtl 53          | 1. Juli 1979 (BeobLehrBtl 5)                            | Idar-Oberstein, Klotzberg-Kaserne                                                                                               | 1980 in BeobLehrBtl 53 umbenannt                | |
|                  | BeobLehrBtl 53      | 1980 (BeobBtl 53)                                       | Idar-Oberstein, Klotzberg-Kaserne                                                                                               | 31. März 1993 aufgelöst                         | Neuaufstellung Beobachtungsartillerielehrbataillon 51 aus Personalbestand Beobachtungslahrbataillon 53                       |
|                  | F/BeobArtBtl 61     | 1. April 1993 (FArtBtl 61)                              | Albersdorf, Dithmarsen-Kaserne                                                                                                  | 31. Dezember 1996 aufgelöst                     | |
|                  | BeobBtl 63          | 1. Oktober 1979 (BeobBtl 6)                             | bis 30. September 1980 Breitenburg-Nordoe, Freiherr-von-Fritsch-Kaserne ab 1. Oktober 1980 Itzehoe, Hanseaten-Kaserne           | 1993 aufgelöst                                  | gehörte zum ArtRgt 6 |
|                  | BeobArtBtl 71       | 1. April 1993                                           | Dülmen, St. Barbara-Kaserne | 31. März 1995 in BeobPzArtBtl 71 umbenannt      | |
|                  | BeobPzArtBtl 71     | 1. April 1995 (BeobArt 71)                              | Dülmen, St. Barbara-Kaserne | 30. September 2002 in ArtAufklBtl 71 umbenannt  | |
|                  | ArtAufklBtl 71      | 1. April 1993 (BeobPzArtArt 71)                         | bis 2002 Dülmen, St. Barbara-Kaserne ab 2022 Coesfeld, Freiherr-von-Stein-Kaserne                                               | 31. Dezember 2008 aufgelöst                     | |
|                  | BeobBtl 73          | 1. Oktober 1980                                         | Dülmen, St. Barbara-Kaserne | 31. März 1993 aufgelöst                         | gehörte zum ArtRgt 7 |
|                  | GebBeobBtl 83       | 1. Januar 1980                                          | Landsberg am Lech, Generalfeldmarschall-Ritter-von-Leeb-Kaserne                                                                 | 1993 in GebBeobArtBtl 83 umbenannt              | gehörte zum ArtRgt 8 1993 nach Landsberg, Lechrain-Kaserne verlegt                                                           |
|                  | GebBeoArtbBtl 83    | 1993 (GebBeobBtl 83 und GebArtBtl 81)                   | Landsberg am Lech, Lechrain-Kaserne                                                                                             | 1996 aufgelöst                                  | 1997 als teilaktives GebBeobPzArtBtl 83 in Hemau, General-von Steuben-Kaserne wieder aufgestellt                             |
|                  | GebBeoPzArtbBtl 83  | 1997                                                    | Hemau, General-von-Steuben-Kaserne                                                                                              | 2003 in ArtAufklBtl 83 umbenannt                | 1997 als teilaktiver Verband neu aufgestellt und 2003 nach Tauberbischofsheim verlegt                                        |
|                  | ArtAufklBtl 83      | 2003 (GebBeobPzArtBtl 83)                               | Tauberbischofsheim, Kurmainz-Kaserne                                                                                            | 2007 aufgelöst                                  | |
|                  | BeobBtl 103         | April 1980 (BeobBttr 10)                                | Pfullendorf, Generaloberst-von-Fritsch-Kaserne                                                                                  | 1991 aufgelöst                                  | gehörte zum ArtRgt 10 Neuaufstellung Jägerregiment 10 aus Personalbestand Beobachtungsbataillon 103                          |
|                  | BeobBtl 113         | 1. Oktober 1980 (BeobBttr 11)                           | Delmenhorst, Feldwebel-Lilienthal-Kaserne/Barbara-Kaserne                                                                       | 31. Dezember 1992 in BeobArtrBtl 113 umbenannt  | gehörte zum ArtRgt 11 |
|                  | BeobArtBtl 113      | 1. Januar 1992 (BeobBtl 113)                            | Delmenhorst, Feldwebel-Lilienthal-Kaserne/Barbara-Kaserne                                                                       | 31. März 1997 in BeobPzArtBtl 113 umbenannt     | 31. März 1997 nach Nienburg/Weser verlegt                                                                                    |
|                  | BeobPzArtBtl 113    | 1. April 1997 (BeobArtBtl 113)                          | Nienburg/Weser, Clausewitz-Kaserne                                                                                              | 30. September 2002 in ArtAufklBtl 113 umbenannt | seit 1. April 1997 teilaktiver Verband                                                                                       |
|                  | ArtAufklBtl 113     | 1. Oktober 2002 (BeobPzArtBtl 113)                      | Nienburg/Weser, Clausewitz-Kaserne                                                                                              | 31. Dezember 2008 aufgelöst                     | |
|                  | BeobPzArtBtl 121    | 1993 (FArtBtl 121)                                      | Tauberbischofsheim, Kurmainz-Kaserne                                                                                            | 30. Juni 2003 in ArtAufklBtl 121 umbenannt      | |
|                  | ArtAufklBtl 121     | 1. Juli 2003 (BeobPzArtBtl 121)                         | Tauberbischofsheim, Kurmainz-Kaserne                                                                                            | 30. Juni 2008 aufgelöst                         | |
|                  | BeobBtl 123         | 1. Oktober 1980 (BeobBttr 12)                           | Tauberbischofsheim, Kurmainz-Kaserne                                                                                            | 30. März 1993 aufgelöst                         | gehörte zum ArtRgt 12 |
| BeobPzArtBtl 131 | BeobArtBtl 131      | 1. Juli 1994 (BeobArtBtll 701)                          | Mühlhausen/Thüringen, Görmar-Kaserne                                                                                            | 30. September 2002 in ArtAufklBtl 131 umbenannt | |
| BeobPzArtBtl 131 | ArtAufklBtl 131     | 1. Oktober 2002 (BeobArtBtll 131)                       | Mühlhausen/Thüringen, Görmar-Kaserne                                                                                            | 30. Juni 2008 in BeobPzArtBtll 131 umbenannt    | |
| BeobPzArtBtl 131 | BeobPzArtBtl 131    | 1. Juli 2008 (ArtAufklBtll 131)                         | Mühlhausen/Thüringen, Görmar-Kaserne                                                                                            | 30. Juni 2014 aufgelöst                         | |
|                  | BeobBtl 170         | 1. April 1958 (ArtBeobBtl 451)                          | bis März 1959 Bremen, Roland-Kaserne ab März 1959 Lippstadt, Lipperland-Kaserne ab November 1962 Wuppertal, Diedenhofen-Kaserne | 31. Mai 1963 aufgelöst                          | gehörte zum I. Korps Neuaufstellung Beobachtungsbatterie 674 aus Personalbestand Beobachtungsbataillon 170                   |
|                  | BeobBtl 270         | 16. März 1959 (ArtBeobBtl 452)                          | bis 30. November 1959 Münsingen, Herzog-Albrecht-Kaserne ab 1. Dezember 1959 Engstingen, Eberhard Finckh-Kaserne                | 30. April 1966 aufgelöst                        | gehörte zum II. Korps |
|                  | BeobBtl 370         | Oktober 1959 (BeobBttr 371)                             | Koblenz, Boelcke-Kaserne | 15. Oktober 1966 aufgelöst                      | gehörte zum III. Korps Neuaufstellung Radarbatterie 2 und Schallmessbatterie 2 aus Personalbestand Beobachtungsbataillon 370 |
|                  | ArtBeobBtl 451      | 1. Mai 1957                                             | Bremen, Roland-Kaserne | 31. März 1958 Umbenennung in BeobBtl 170        | |
|                  | ArtBeobBtl 452      | 1. April 1958                                           | bis 1959 Bremen, Roland-Kaserne ab 1959 Münsingen, Herzog-Albrecht-Kaserne                                                      | 16. März 1959 in BeobBtl 270 umbenannt          | |
|                  | ArtBeobBtl 453      | 1. April 1958                                           | Bremen, Roland-Kaserne | 16. März 1959 in BeobBttr 371 umbenannt         | 16. März 1959 Verlegung nach Koblenz, Boelcke-Kaserne                                                                        |
|                  | BeobArtBtl 701      | 1. April 1991 (FArtBtl 701)                             | Mühlhausen, Görmar-Kaserne | 30. Juni 1994 in BeobArtBtl 131 umbenannt       | |

## Batterien
In der Artillerietruppe gab es unterhalb der Größenordnung Verband außerdem einige mehr oder weniger selbstständige Batterien, die hier aber nicht in aller Ausführlichkeit aufgezählt werden können. Eine Begleitbatterie entspricht einer Kompanie. Die häufigsten Batterietypen werden im Folgenden kurz umrissen.

### Begleitbatterien

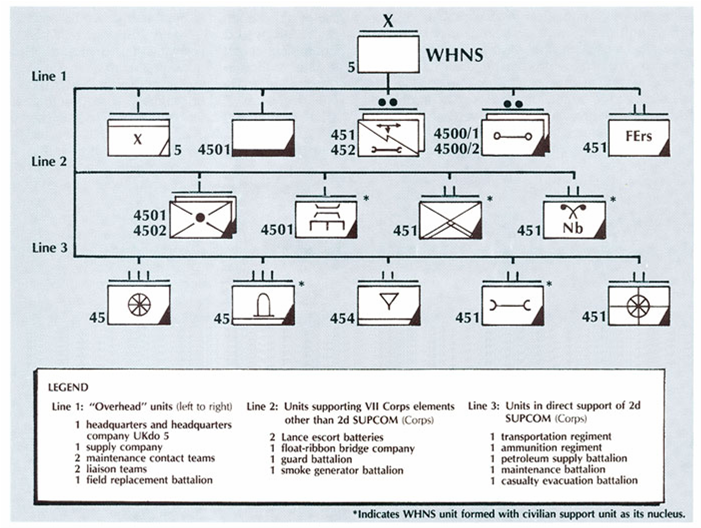
Gliederung Unterstützungskommandos 5

Das taktische Zeichen für die Begleitbatterie entsprach einer Mischung aus dem taktischen Zeichen der Rohrartillerie (Punkt) und dem Andreaskreuz der Infanterie.
Als Sicherungseinheiten innerhalb der Divisionsartillerie wurden Sicherungsbatterien aufgestellt. Einsatzauftrag war die mobile und stationäre Sicherung der US-Sondermunitionsbestände, die für die jeweilige deutsche Heeresdivision eingeplant waren. Aufgestellt wurden die Begleitbatterien 1, 2, 3, 4, 7, 10, 11 und 12, sowie die Gebirgsbegleitbatterie 8. Die 1. Luftlandedivision als neunte der Divisionen besaß nur zeitweilig das Artilleriebataillon 9 – später LL-Artilleriebatterie 9 – ohne Begleitbatterie. Die Bezeichnungen entsprachen damit der Nummer der übergeordneten Division. Entsprechend ihrem Auftrag gehörten die Sicherungsbatterien zur Artillerietruppe. Ihre Ausbildung war allerdings deutlich infanteristisch geprägt.
Eine Begleitbatterie entsprach rein formal einer Kompanie, ihre tatsächliche Personalstärke lag jedoch eher bei einem schwachen Bataillon. Die vier Begleitzüge hatten jeweils etwa eine Personalstärke von 70–85 Mann. Zusätzlich waren umfangreiche Kräfte in der Batterieführungsgruppe wie eigene Schirrmeisterei, Rohrwaffeninstandsetzung für FK 20, ABC-Abwehr- und Sanitäts-Trupp zusammengefasst. Die in einigen der sechs Unterstützungskommandos (WHNS) zur Sicherung US-amerikanischer Nuklearmunition und der entsprechenden Artillerieeinheiten ausgeplanten Batterien gehörten ebenfalls zur Artillerietruppe. Ihre Nummern waren vierstellig. Aufgestellt wurden die Begleitbatterien 4301, 4302 (Unterstützungskommando 3), 4402 (UstKdo 4), 4501, 4502 (UstKdo 5), 4801, 4802 und 4803 (UstKdo 5). Die Bewachung der Sonderwaffen auf Ebene der Korps wurde durch vier teilaktive Sicherungsbataillone übernommen (siehe dazu Liste der Sicherungsverbände der Bundeswehr).
|  | Bezeichnung                          | Aufstellung (aus)  | Garnison                                               | Verbleib                        | Bemerkung |
|  | ------------------------------------ | ------------------ | ------------------------------------------------------ | ------------------------------- | --------- |
|  | Artillerie-Begleitbatterie 1         | 4./RakArtBtl 12    | Liebenau (Niedersachsen) Sondermunitionslager Liebenau |                                 |           |
|  | Artillerie-Begleitbatterie 2         | 4./RakArtBtl 22    | Schwalmstadt                                           |                                 |           |
|  | Artillerie-Begleitbatterie 3         | 4./RakArtBtl 32    | Dörverden, Niedersachsenkaserne                        | aufgelöst am 30. Juni 1993      |           |
|  | Artillerie-Begleitbatterie 4         | 4./RakArtBtl 42    | Hemau                                                  |                                 |           |
|  | Raketen-Artillerie-Begleitbatterie 4 | 4./RakArtBtl 150   | Wesel                                                  |                                 |           |
|  | Artillerie-Begleitbatterie 5         | 4./RakArtBtl 52    | Gießen, Steubenkaserne                                 | aufgelöst am 31. März 1993      |           |
|  | Artillerie-Begleitbatterie 6         | 4./RakArtBtl 62    | Kellinghusen                                           |                                 |           |
|  | Artillerie-Begleitbatterie 7         | 4./RakArtBtl 72    | Dülmen, St.-Barbara-Kaserne                            | aufgelöst am 30. September 1992 |           |
|  | Gebirgs-Artillerie-Begleitbatterie 8 | 4./GebRakArtBtl 82 | Landsberg am Lech                                      |                                 |           |
|  | Artillerie-Begleitbatterie 10        | 4./RakArtBtl 102   | Pfullendorf, Generaloberst-von-Fritsch-Kaserne         | 1991 in JgRgt 10 aufgegangen    |           |
|  | Artillerie-Begleitbatterie 11        | 4./RakArtBtl 112   | Delmenhorst                                            |                                 |           |
|  | Artillerie-Begleitbatterie 12        | 4./RakArtBtl 122   | Philippsburg                                           |                                 |           |
|  | Artillerie-Begleitbatterie 4301      | 4./RakArtBtl 122   | Hasbergen, MobStp Gaste                                |                                 |           |
|  | Artillerie-Begleitbatterie 4401      | 4./RakArtBtl 122   | Gießen, Berg-Kaserne MobStp                            |                                 |           |

### Drohnenbatterien
Zeitweise gab es auch einige selbständige Drohnenbatterien, die später aber auch organischer Teil der Artillerie- oder Beobachtungsbataillone waren. Teilweise gingen diese Einheiten in der Heeresaufklärungstruppe auf.
Die Drohnenbatterie 14 war in der Barbara-Kaserne in Delmenhorst stationiert und ab 14. Juni 1994 dem ArtRgt14 unterstellt.
Die Drohnenbatterie 100 war in der Freiherr-vom-Stein-Kaserne in Coesfeld stationiert und dem I. Korps zugeordnet. Die Drohnenbatterie 200 war in München in der Fürst-Wrede-Kaserne stationiert.
Die Drohnenlehrbatterie 300 war an der Artillerieschule Idar-Oberstein stationiert und dem ArtLehrRgt 5 unterstellt.
|  | Bezeichnung                       | Aufstellung (aus) | Garnison                             | Verbleib                                                                                 | Bemerkung                                                                                           |
|  | --------------------------------- | ----------------- | ------------------------------------ | ---------------------------------------------------------------------------------------- | --------------------------------------------------------------------------------------------------- |
|  | Drohnenbatterie 1                 | 4./BeobBtl 113    | Delmenhorst, Barbara-Kaserne         |                                                                                          | Wurde 2003 als 3./ArtAufklBtl 113 umgegliedert und organisatorisch dem ArtAufklBtl 71 unterstellt   |
|  | Drohnenbatterie 4                 |                   | Regensburg                           |                                                                                          | |
|  | Drohnenbatterie 6                 |                   | Boostedt                             |                                                                                          | |
|  | Drohnenbatterie 10                | 4./BeobBtl 103    | Sigmaringen                          | 1991 mit Umwandlung ArtRgt 10 in JgRgt 10 aufgegangen                                    | Kaderaufstellung in Pfullendorf                                                                     |
|  | Drohnenbatterie 12                | 4./BeobBtl 123    | Hardheim                             | eingegliedert                                                                            | Wurde 2003 als 3. Batterie in das ArtAufklBtl 121 eingegliedert                                     |
|  | Drohnenbatterie 13                |                   | Stadtallendorf                       | 1. Januar 2003 eingegliedert                                                             | Wurde als 3. Batterie in das ArtAufklBtl 131 eingegliedert                                          |
|  | Drohnenbatterie 14                | 4./ BeobBtl 33    | Delmenhorst, Barbara-Kaserne         | wurde zum 1. März 1997 dem ArtReg 1 unterstellt und gekadert, Auflösung am 31. März 2000 | |
|  | Drohnenbatterie 100               | 1. Oktober 1987   | Coesfeld, Freiherr-vom-Stein-Kaserne | 21. Oktober 2002                                                                         | Wurde 2002 als 3. Batterie in das ArtAufklBtl 71 eingegliedert                                      |
|  | Drohnenbatterie 200               | 1. Oktober 1985   | München, Fürst-Wrede-Kaserne         | 31. Dezember 2003 aufgelöst                                                              | |
|  | Drohnenlehrbatterie 300           |                   | Idar-Oberstein                       |                                                                                          | Wurde 2003 als 3./GebArtAufklBtl83 umgegliedert und organisatorisch dem ArtAufklBtl 121 unterstellt |
|  | Drohnenbatterie 410 (nicht aktiv) |                   |                                      |                                                                                          | |

### Topographiebatterien
Die Topographietruppen des Heeres waren zunächst organischer Teil der Artillerietruppe und bildeten innerhalb dieser teil- und zeitweise eigene, selbstständige Batterien, bevor sie später komplett aus der Artillerie herausgelöst und die entsprechenden Einheiten aufgelöst wurden. Sie sind mittlerweile im streitkräftegemeinsamen Geoinformationswesen der Bundeswehr aufgegangen.

### Luftlandeartillerie
- Luftlandeartilleriebataillon 9 / Fallschirmartilleriebataillon 255 1958 bis 1959 Kdr Oberstleutnant Hans-Werner Voss / 1959 bis 1961 Oberstleutnant Egon Peller von Ehrenberg
- Fallschirmartilleriebataillon 265 1959 bis 1963 Major Wilhelm Konert

Eberhard-Finckh-Kaserne
- dem teilaktiven Luftlandeartillerieregiment 9 unterstand als einzige Einheit die Luftlandeartilleriebatterie 9 in Philippsburg. Ausgestattet war die Batterie mit der 105-mm-Gebirgshaubitze Modell 56, nach Auflösung der Einheit 1996 ging deren Aufgabe im Rahmen der Allied Command Europe Mobile Forces an die 2. Batterie des RakArtBtl 122 über, welche mit dem Leichten Artillerieraketensystem LARS ausgestattet war.

|  | Bezeichnung                   | Aufstellung (aus)             | Garnison     | Verbleib       | Bemerkung                                    |
|  | ----------------------------- | ----------------------------- | ------------ | -------------- | -------------------------------------------- |
|  | Luftlandeartilleriebatterie 9 | Luftlandeartillerieregiment 9 | Philippsburg | 1996 aufgelöst | Teil der Allied Command Europe Mobile Forces |

## Schulen
Folgende Schulen waren für die Artillerietruppe zuständig:
|  | Bezeichnung                                                                             | Aufstellung (aus)                                                  | Standort                                                                                     | Verbleib                                                        | Bemerkung |
|  | --------------------------------------------------------------------------------------- | ------------------------------------------------------------------ | -------------------------------------------------------------------------------------------- | --------------------------------------------------------------- | --- |
|  | Artillerieschule                                                                        | 1. Apr. 1957                                                       | Idar-Oberstein (Artillerieschule; bis 22. Dezember 2014 Rilchenberg-Kaserne)                 |                                                                 | zwischen 1. Juni 2015 und 31. März 2021 unter der Bezeichnung „Ausbildungsbereich Streitkräftegemeinsame Taktische Feuerunterstützung/Indirektes Feuer“ |
|  | Ausbildungsbereich Streitkräftegemeinsame Taktische Feuerunterstützung/Indirektes Feuer | 1. Juni 2015 (Artillerieschule)                                    | Artillerieschule                                                                             | Zum 1. April 2021 Rückbenennung in Artillerieschule             | |
|  | Raketenschule des Heeres                                                                | 1. Okt. 1964 (Lehrgruppe D der Artillerieschule in Köln-Longerich) | Eschweiler (Donnerberg-Kaserne) 7. Jul. 1969 Verlegung nach Geilenkirchen (Selfkant-Kaserne) | 1. Jan. 1973 Umbenennung in Raketenschule der Artillerie        | |
|  | Raketenschule der Artillerie                                                            | 1. Jan. 1973 (Raketenschule des Heeres)                            | Geilenkirchen (Selfkant-Kaserne)                                                             | 1. Okt. 1981 Eingliederung in Artillerieschule als Lehrgruppe B | |

## Abkürzungen
- ArtAufklBtl → Artillerieaufklärungsbataillon
- ArtBeoBtl → Artilleriebeobachtungsbataillon
- ArtBtl → Artilleriebataillon
- ArtBrig → Artilleriebrigade
- ArtKdo → Artilleriekommando
- ArtLehrRgt → Artillerielehrregiment
- ArtRgt → Artillerieregiment
- BeobBtl → Beobachtungsbataillon
- BeobArtBtl → Beobachtungsartilleriebataillon
- BeobArtLehrBtl → Beobachtungsartillerielehrbataillon
- BeobLehrBtl → Beobachtungslehrbataillon
- BeobPzArtBtl → Beobachtungspanzerartilleriebataillon
- BeobPzArtLehrBtl → Beobachtungspanzerartillerielehrbataillon
- FArtBtl → Feldartilleriebataillon
- F/BeobArtBtl → Feld-/Beobachtungsartilleriebataillon
- FschArtBtl → Fallschirmartilleriebataillon
- GebArtRgt → Gebirgsartillerieregiment
- GebBeobArtBtl → Gebirgsbeobachtungsartilleriebataillon
- GebBeobBtl → Gebirgsbeobachtungsbataillon
- GebBeobPzArtBtl → Gebirgsbeobachtungspanzerartilleriebataillon
- GebRakArtBtl Gebirgsraketenartilleriebataillon
- GerE und GerEinh → Geräteeinheit
- LANDJUT → Hauptquartier der Alliierten Landstreitkräfte Schleswig-Holstein und Jütland
- LLArtBtl → Luftlandeartilleriebataillon
- LLArtRgt → Luftlandeartillerieregiment
- NATO → North Atlantic Treaty Organization
- PzArtBtl → Panzerartilleriebataillon
- PzArtLehrBtl → Panzerartillerielehrbataillon
- PzBrig → Panzerbrigade
- PzDiv → Panzerdivision
- PzGrenDiv → Panzergrenadierdivision
- PzLehrBrig → Panzerlehrbrigade
- RakArtBtl → Raketenartilleriebataillon
- RakArtLehrBtl → Raketenartillerielehrbataillon
- TerrKdo SH → Territorialkommando Schleswig-Holstein
- UstKdo → Unterstützungskommando